# Tranh

Bức tranh Mona Lisa (1503–1517) của Leonardo da Vinci là một trong những bức tranh nổi tiếng nhất thế giới.

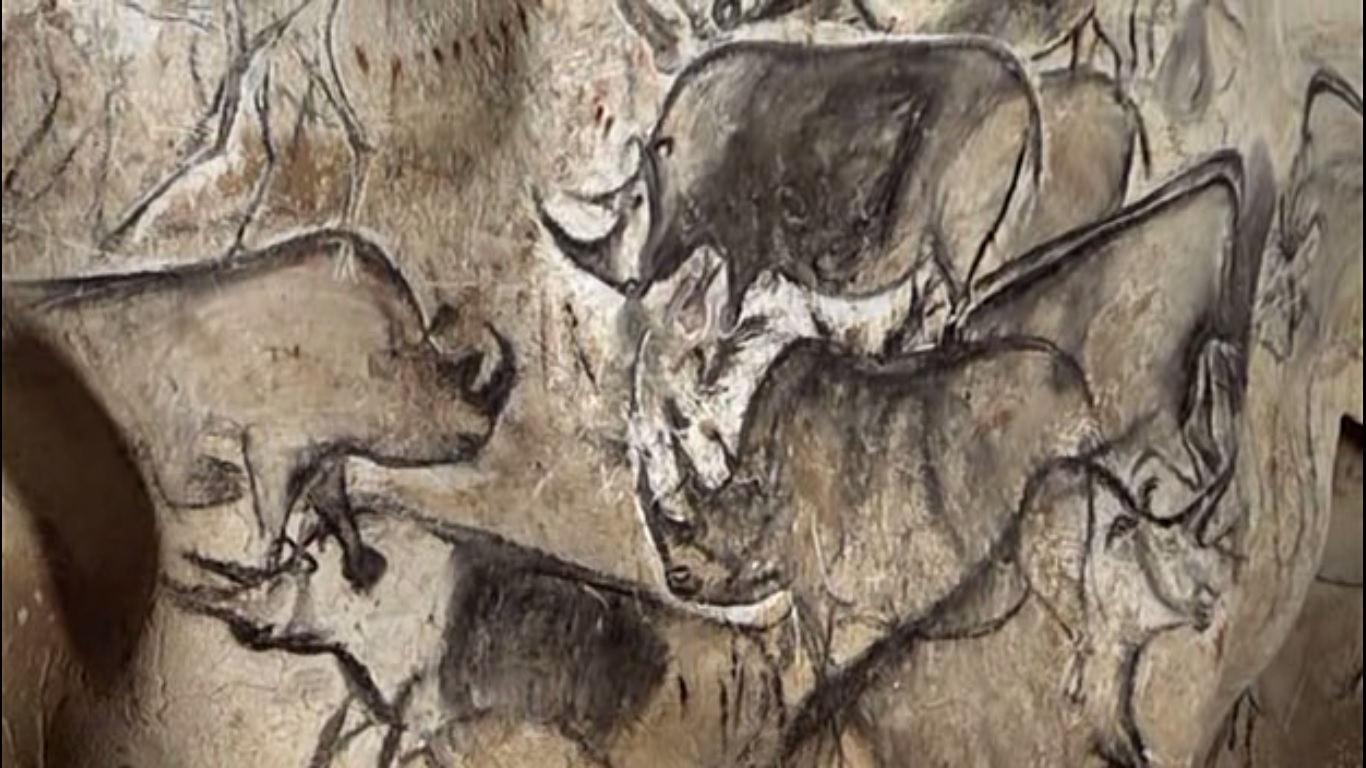
Một bức tranh nghệ thuật về một nhóm tê giác được vẽ trong hang Chauvet cách đây từ 30.000 đến 32.000 năm.

Tranh là một loại hình nghệ thuật tạo hình, sử dụng màu vẽ, sắc tố, màu sắc hoặc chất liệu khác để tạo ra những hình ảnh, họa tiết trên một bề mặt rắn. Chất liệu vẽ có thể được áp dụng lên nền bằng nhiều cách khác nhau, phổ biến nhất là sử dụng cọ vẽ. Ngoài ra, người ta cũng có thể sử dụng các công cụ khác như dao, miếng bọt biển hoặc súng phun sơn.
Trong nghệ thuật, thuật ngữ "Hội họa" có thể được hiểu theo hai nghĩa: hành động vẽ tranh và tác phẩm vẽ tranh cuối cùng. Nền cho các bức tranh có thể là các bề mặt khác nhau, chẳng hạn như tường, giấy, vải canvas, gỗ, kính, sơn mài, đồ gốm, lá, đồng và bê tông.
Hội họa là một loại hình nghệ thuật thị giác quan trọng, kết hợp các yếu tố như vẽ, bố cục, cử chỉ, tường thuật và trừu tượng. Các bức tranh có thể mang tính tự nhiên và biểu diễn (như trong tranh tĩnh vật và phong cảnh), nhiếp ảnh, trừu tượng, tường thuật, biểu tượng, biểu cảm hoặc mang tính chính trị.
Tranh tôn giáo là một thể loại nghệ thuật thị giác phổ biến trong lịch sử, thể hiện các chủ đề tôn giáo và thần thoại. Các bức tranh tôn giáo thường được sử dụng để giáo dục, truyền giáo và truyền cảm hứng cho tín đồ.

## Lịch sử

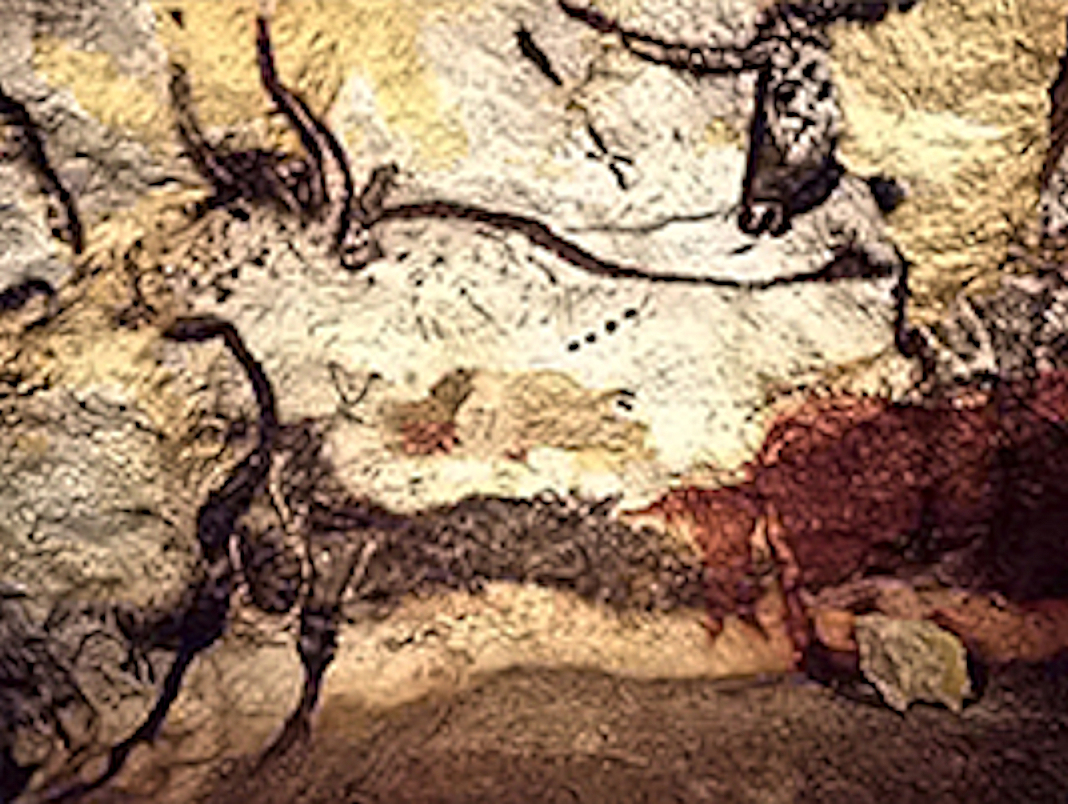
Tranh hang động bò rừng aurochs (Bos primigenius primigenius) ở Lascaux, Pháp

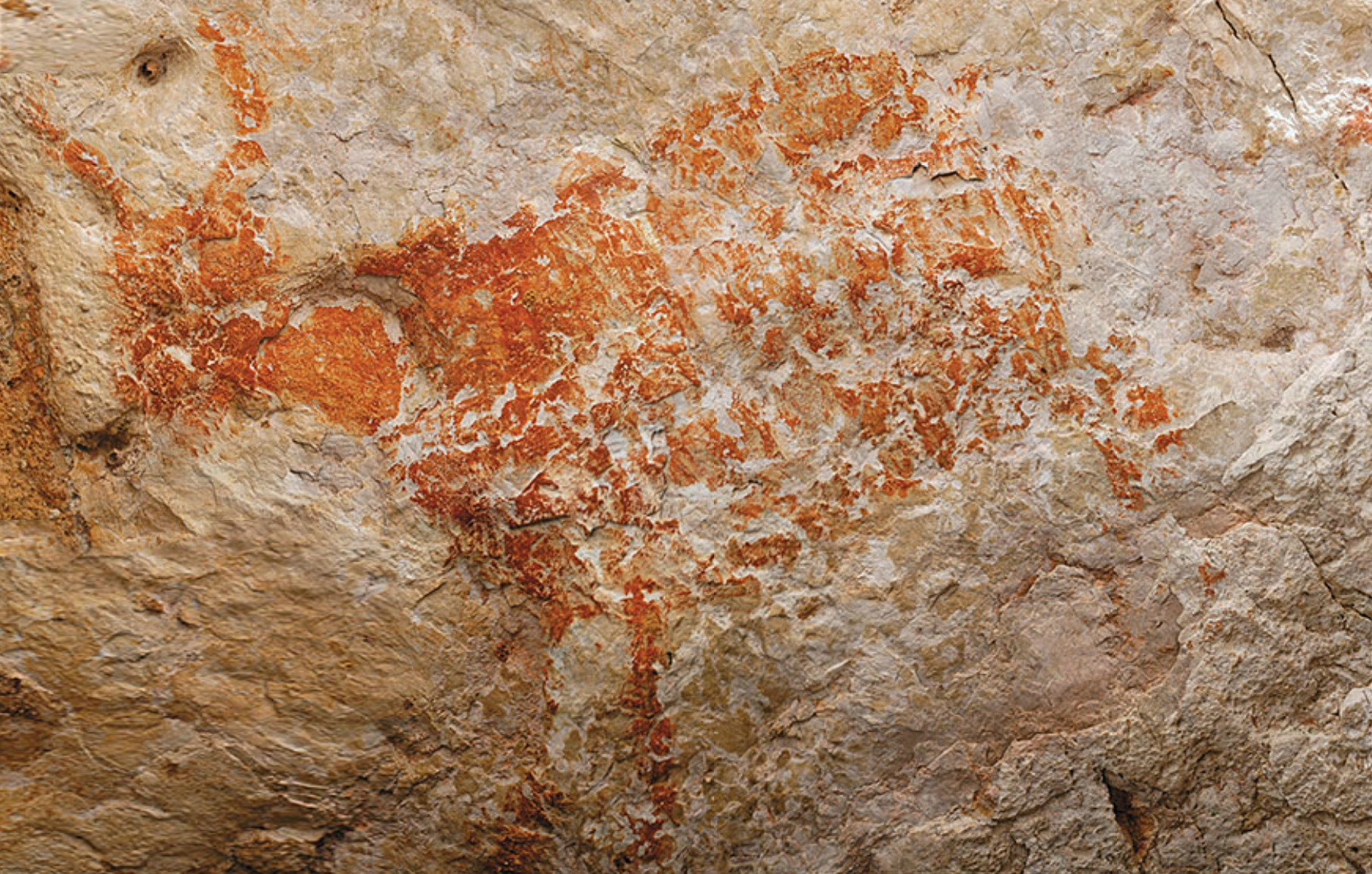
Bức tranh hình họa lâu đời nhất được biết đến là hình vẽ một con bò được phát hiện trong hang Lubang Jeriji Saléh ở Indonesia. Bức tranh này được vẽ cách đây khoảng 45.500 năm, dựa trên các nghiên cứu khoa học mới nhất.

Những bức tranh cổ nhất được biết đến được tìm thấy ở cả vùng Franco-Cantabrian ở tây Âu và trong các hang động ở huyện Maros (Sulawesi, Indonesia). Chúng có niên đại khoảng 40.000 năm. Tuy nhiên, vào tháng 11 năm 2018, các nhà khoa học đã báo cáo việc phát hiện ra bức tranh nghệ thuật tạo hình lâu đời nhất được biết đến vào thời điểm đó, hơn 40.000 năm tuổi (có lẽ lên đến 52.000 năm tuổi), của một loài động vật không xác định, trong hang động Lubang Jeriji Saléh trên đảo Borneo (Kalimantan) của Indonesia. Vào tháng 12 năm 2019, các nhà khoa học đã phát hiện ra các bức tranh hang động mô tả cảnh săn lợn ở vùng đá vôi Maros-Pangkep ở Sulawesi, Indonesia. Các bức tranh này được ước tính có niên đại ít nhất là 43.900 năm, khiến chúng trở thành những tác phẩm nghệ thuật tạo hình lâu đời nhất được biết đến trên thế giới. Gần đây hơn, vào năm 2021, đã có báo cáo về nghệ thuật hang động của một con lợn được tìm thấy trên một hòn đảo của Indonesia, có niên đại hơn 45.500 năm. Bằng chứng sớm nhất về hành động vẽ tranh của con người đã được phát hiện ở hai mái đá ở Arnhem Land, phía bắc Australia. Ở lớp vật liệu thấp nhất tại các địa điểm này, các nhà khảo cổ học đã tìm thấy những mảnh khoáng chất ochre đã qua sử dụng ước tính khoảng 60.000 năm tuổi. Ngoài ra, các nhà khảo cổ học cũng tìm thấy một mảnh vỡ của tranh hang động được bảo tồn trong một mái đá vôi ở vùng Kimberley của Tây Bắc Australia. Mảnh tranh này có niên đại khoảng 40.000 năm, và nó mô tả một con thú không xác định. Nghệ thuật tranh hang động là một trong những hình thức nghệ thuật lâu đời nhất của con người, với những ví dụ sớm nhất được tìm thấy ở Indonesia, Pháp, Tây Ban Nha, Bồ Đào Nha, Ý, Trung Quốc, Ấn Độ, Australia và Mexico. Ở các nền văn hóa phương Tây, sơn dầu và sơn màu nước là hai phương tiện nghệ thuật phổ biến nhất, với truyền thống phong phú và phức tạp về phong cách và chủ đề. Ở phương Đông, mực và màu mực cũng là hai phương tiện nghệ thuật chính, với truyền thống tương tự.
Việc phát minh ra nhiếp ảnh đã có tác động lớn đến hội họa. Trong những thập kỷ sau khi bức ảnh đầu tiên được chụp vào năm 1829, các quy trình chụp ảnh đã được cải thiện và được sử dụng rộng rãi hơn, khiến hội họa mất đi mục đích lịch sử vốn có là cung cấp một ghi chép chính xác về thế giới quan sát được. Một loạt các phong trào nghệ thuật vào cuối thế kỷ 19 và đầu thế kỷ 20—đặc biệt là Ấn tượng, Hậu ấn tượng, Fauvism, Biểu hiện, Lập thể và Dadaism—đã thách thức quan điểm của thời Phục hưng về thế giới. Tuy nhiên, hội họa phương Đông và châu Phi vẫn tiếp tục lịch sử lâu đời về cách điệu và không trải qua quá trình chuyển đổi tương đương trong cùng thời gian.
Nghệ thuật hiện đại và đương đại đã chuyển từ việc coi trọng giá trị lịch sử của kỹ thuật và tài liệu sang việc đề cao ý tưởng. Tuy nhiên, điều này không ngăn cản phần lớn các họa sĩ đương đại tiếp tục theo đuổi hội họa, dù là toàn bộ hay một phần trong sáng tác của họ. Sự sống động và đa dạng của hội họa thế kỷ 21 đã bác bỏ những tuyên bố trước đây về sự suy tàn của nó. Trong một thời đại được đặc trưng bởi tính đa nguyên, không có một phong cách nào được coi là đại diện cho toàn bộ thời đại. Các nghệ sĩ tiếp tục tạo ra những tác phẩm nghệ thuật quan trọng trong nhiều phong cách và khuynh hướng thẩm mỹ khác nhau, và giá trị của chúng được công chúng và thị trường đánh giá.
Phong trào nghệ thuật nữ quyền xuất hiện vào những năm 1960, trong thời kỳ làn sóng nữ quyền thứ hai. Phong trào này nhằm mục tiêu giành quyền bình đẳng và cơ hội bình đẳng cho các nghệ sĩ nữ trên toàn thế giới.

## Các yếu tố hội họa

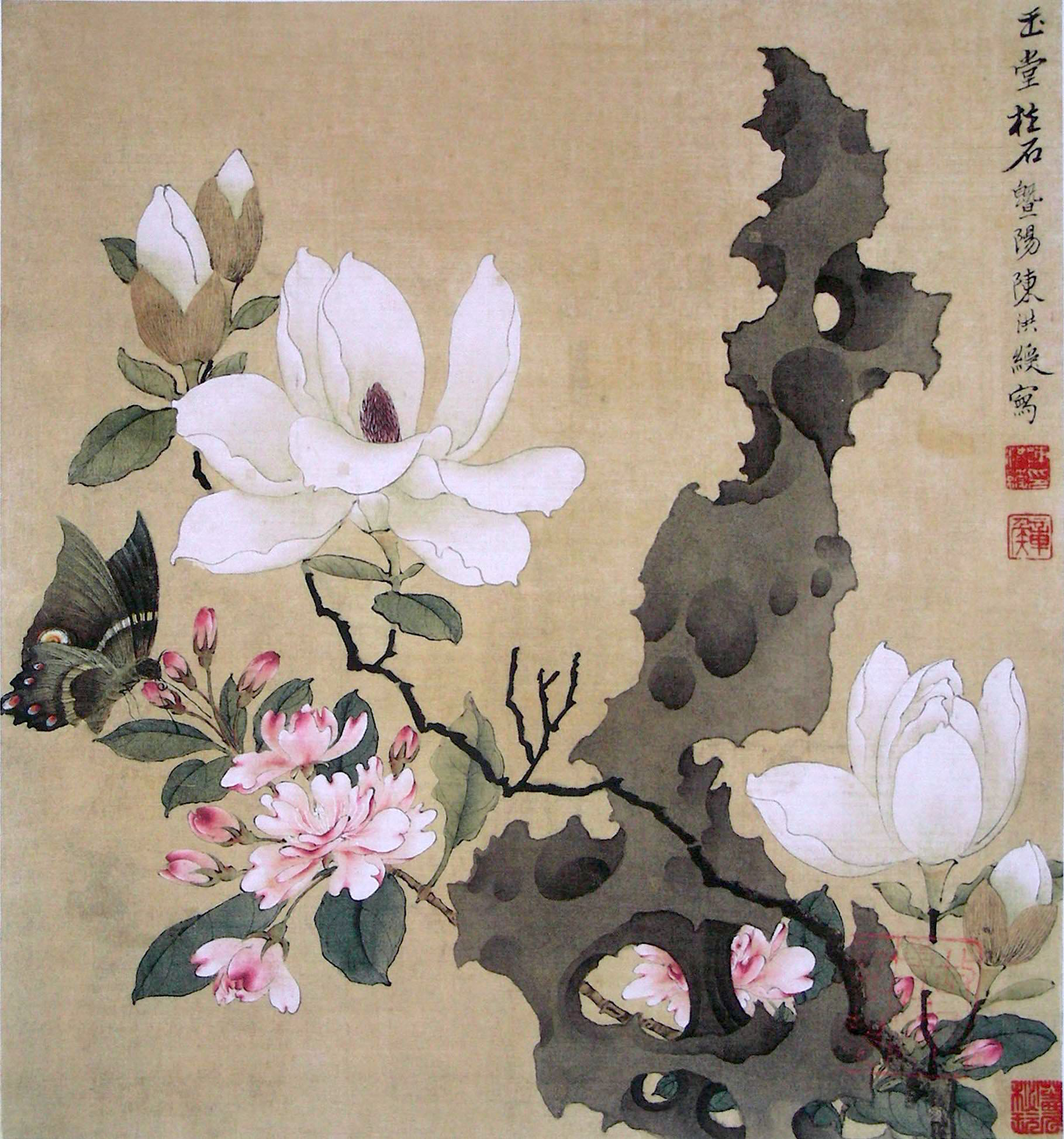
Chen Hongshou (1598–1652), tranh album Lá (thời nhà Minh)

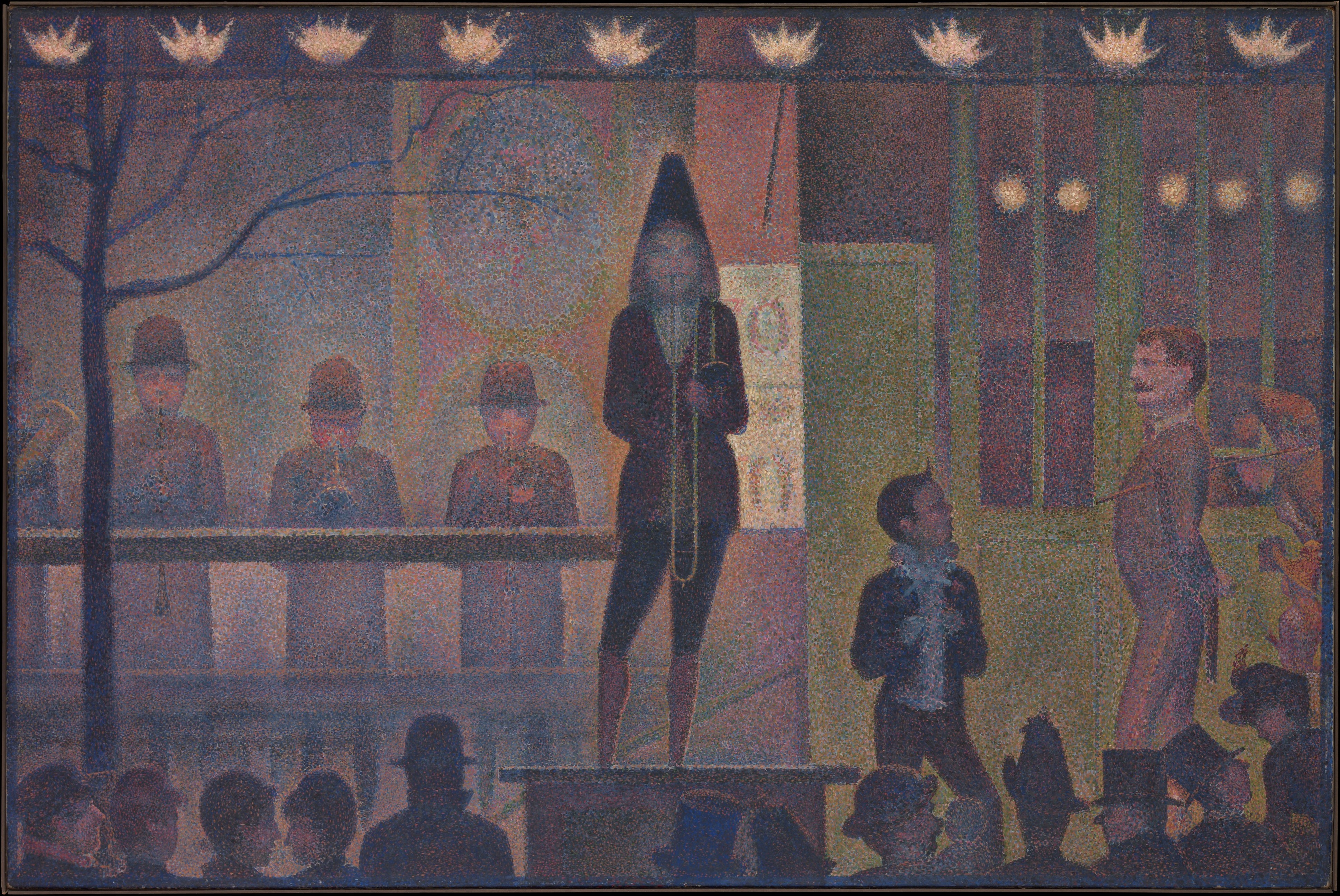
Georges Seurat, Circus Sideshow (Parade de cirque) (1887–88)

### Màu sắc và tông màu
Màu sắc, bao gồm sắc độ, độ bão hòa và giá trị, được phân bố trên bề mặt là bản chất của hội họa, giống như cao độ và nhịp điệu là bản chất của âm nhạc. Màu sắc có tính chủ quan cao, nhưng có những tác động tâm lý có thể quan sát được, mặc dù những tác động này có thể khác nhau giữa các nền văn hóa. Ví dụ, màu đen thường được liên kết với tang tóc ở phương Tây, nhưng ở phương Đông, màu trắng lại có ý nghĩa tương tự. Một số họa sĩ, nhà lý thuyết, nhà văn và nhà khoa học, bao gồm Goethe, Kandinsky, và Newton, đã viết lý thuyết màu sắc của riêng mình.
Hơn nữa, việc sử dụng ngôn ngữ chỉ là một sự trừu tượng cho một màu tương đương. Ví dụ, từ "đỏ" có thể bao gồm một loạt các biến thể từ màu đỏ thuần túy của quang phổ ánh sáng khả kiến. Không có một danh sách chính thức các màu sắc khác nhau theo cách mà có sự đồng thuận về các nốt nhạc khác nhau trong âm nhạc, chẳng hạn như F hoặc C♯. Đối với một họa sĩ, màu sắc không chỉ đơn giản được chia thành các màu cơ bản và màu pha trộn (như đỏ, xanh lam, xanh lá cây, nâu, v.v.).
Các họa sĩ sử dụng các sắc tố để tạo ra màu sắc, vì vậy "màu xanh lam" đối với một họa sĩ có thể là bất kỳ sắc độ nào của màu xanh lam. Không giống như trong âm nhạc, ý nghĩa tâm lý và biểu tượng của màu sắc không phải là điều hoàn toàn cần thiết trong hội họa. Màu sắc chỉ làm tăng thêm ý nghĩa tiềm năng của một bức tranh, nhưng nhận thức về một bức tranh là rất chủ quan.

### Các yếu tố phi truyền thống
Các nghệ sĩ hiện đại đã mở rộng đáng kể việc thực hành hội họa để bao gồm, chẳng hạn như, kỹ thuật cắt dán, bắt đầu từ trường phái Lập thể và không phải là hội họa theo nghĩa chặt chẽ. Một số họa sĩ hiện đại kết hợp các vật liệu khác nhau như kim loại, nhựa, cát, xi măng, rơm rạ, lá hoặc gỗ để tạo hiệu ứng bề mặt. Ví dụ về điều này là các tác phẩm của Jean Dubuffet và Anselm Kiefer. Có một cộng đồng nghệ sĩ ngày càng lớn sử dụng máy tính để "vẽ" màu lên "vải" kỹ thuật số bằng các chương trình như Adobe Photoshop, Corel Painter và nhiều chương trình khác. Những hình ảnh này có thể được in lên vải canvas truyền thống nếu cần.

### Nhịp điệu
Kỹ thuật phân chia (Divisionism) giống như tranh khảm của Jean Metzinger có song song trong văn học; một đặc điểm của liên minh giữa các nhà văn Trưng tượng và các nghệ sĩ Ấn tượng mới:
Tôi yêu cầu của nét cọ phân chia không phải là việc thể hiện ánh sáng một cách khách quan, mà là những ánh xạ và một số khía cạnh của màu sắc vẫn còn xa lạ với hội họa. Tôi thực hiện một loại thơ ca sắc độ và đối với các âm tiết, tôi sử dụng các nét vẽ, có số lượng biến đổi, không thể khác nhau về kích thước mà không sửa đổi nhịp điệu của một cụm từ hội họa được định sẵn để chuyển tải những cảm xúc đa dạng do thiên nhiên gợi lên. (Jean Metzinger, khoảng năm 1907)

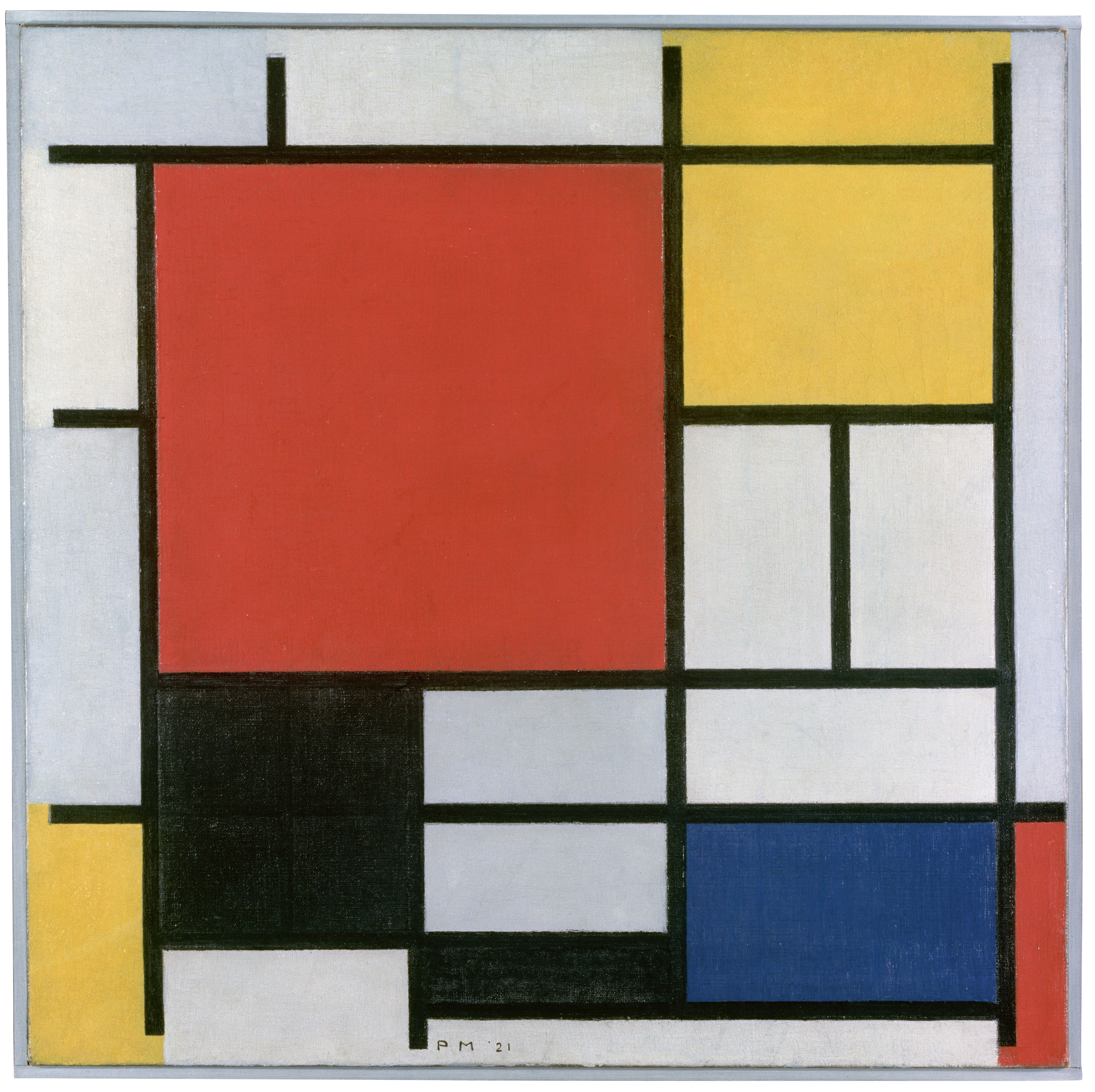
Piet Mondrian, Bố cục màu đỏ, vàng, xanh và đen (1921), Gemeentemuseum Den Haag

Trong hội họa, nhịp điệu cũng quan trọng như trong âm nhạc. Piet Mondrian, một trong những nghệ sĩ tiên phong của trường phái Tân tạo hình, tin rằng nhịp điệu là một yếu tố thiết yếu của nghệ thuật. Ông cho rằng nhịp điệu tạo ra một cảm giác chuyển động và năng lượng trong các bức tranh của mình. Ông cũng tin rằng nhịp điệu có thể giúp người xem tương tác với tác phẩm nghệ thuật một cách tích cực hơn.
Âm nhạc rất quan trọng đối với sự ra đời của nghệ thuật trừu tượng vì âm nhạc vốn dĩ là trừu tượng - nó không cố gắng tái hiện thế giới bên ngoài, mà thể hiện một cách trực tiếp những cảm xúc bên trong của tâm hồn. Wassily Kandinsky thường sử dụng các thuật ngữ âm nhạc để xác định các tác phẩm của mình; ông gọi những bức tranh tự phát nhất của mình là "ngẫu hứng" và mô tả những tác phẩm phức tạp hơn là "sáng tác". Kandinsky cho rằng "âm nhạc là người thầy tối thượng", và sau đó bắt tay vào sáng tác 7 trong số 10 tác phẩm Compositions của mình. Khi nghe các tông màu và hợp âm khi vẽ, Kandinsky đã đưa ra giả thuyết rằng (ví dụ), màu vàng là màu của nốt C giữa trên một chiếc kèn đồng; màu đen là màu của sự kết thúc, và sự kết thúc của mọi thứ; và sự kết hợp của màu sắc tạo ra tần số rung động, giống như các hợp âm được chơi trên piano. Năm 1871, Kandinsky trẻ tuổi đã học chơi đàn piano và cello. Thiết kế sân khấu của Kandinsky cho buổi biểu diễn tác phẩm Pictures at an Exhibition của Mussorgsky minh họa cho khái niệm "cảm giác tổng hợp" của ông về sự tương ứng phổ quát của các hình thức, màu sắc và âm thanh âm nhạc.
m nhạc là một nguồn cảm hứng quan trọng cho nghệ thuật trừu tượng hiện đại. Nghệ sĩ Jackson Pollock đã thể hiện điều này rõ ràng trong bức tranh Nhịp điệu mùa thu (Số 30) năm 1950 của ông.

## Thẩm mỹ học và lý thuyết nghệ thuật

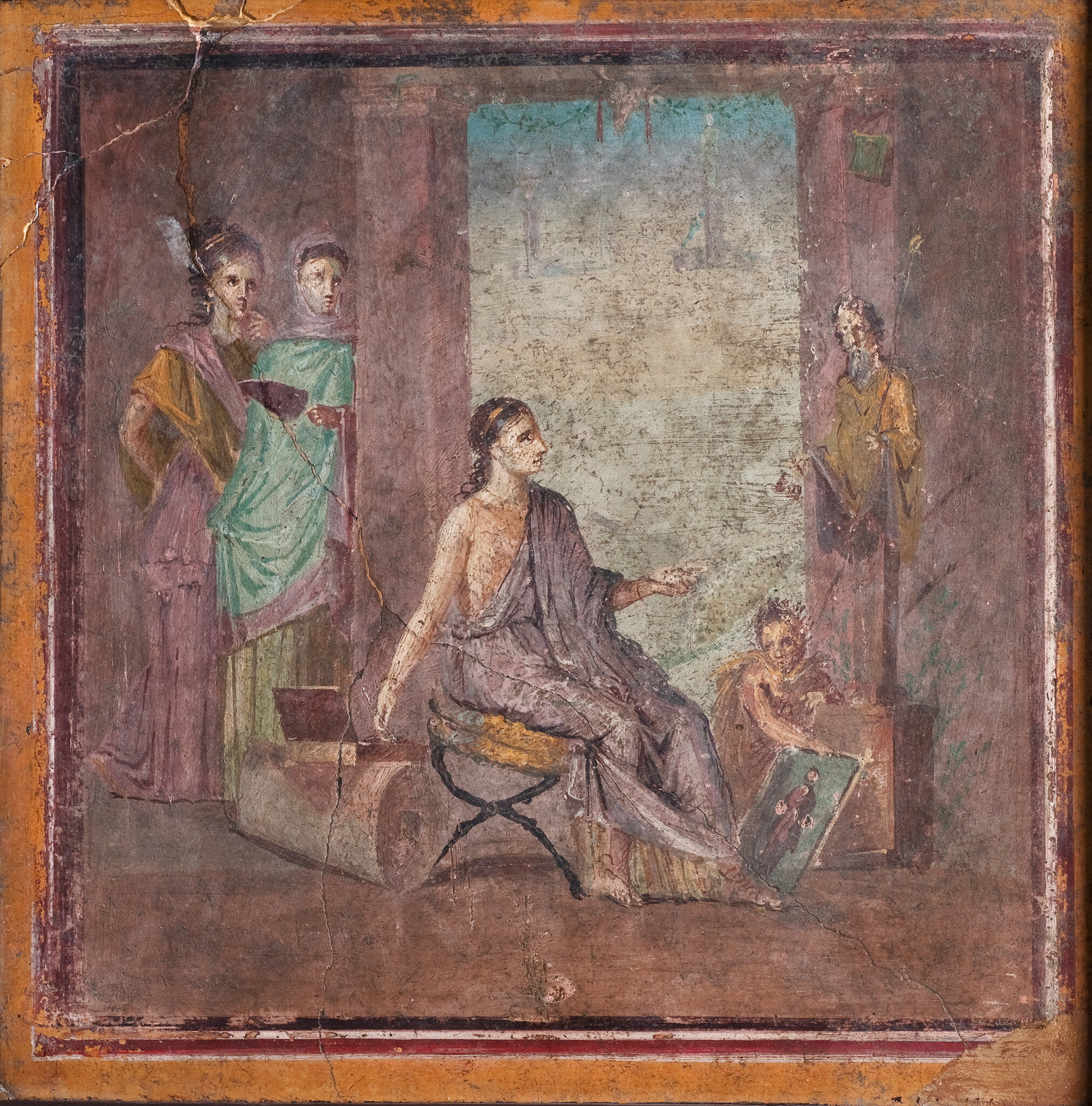
Một nữ họa sĩ đang ngồi trên ghế gấp và vẽ bức tượng Dionysus hoặc Priapus lên một tấm gỗ mà một cậu bé đang cầm. Bức tranh bích họa từ Pompeii, thế kỷ 1

Thẩm mỹ học là nghiên cứu về nghệ thuật và cái đẹp. Đây là một vấn đề quan trọng đối với các nhà triết học thế kỷ 18 và 19 như Kant và Hegel. Các nhà triết học cổ điển như Plato và Aristotle cũng đã lý thuyết hóa về nghệ thuật và hội họa nói riêng. Plato đã bỏ qua các họa sĩ (cũng như các nhà điêu khắc) trong hệ thống triết học của mình. Ông cho rằng hội họa không thể thể hiện sự thật - nó là một bản sao của hiện thực (cái bóng của thế giới ý tưởng) và không gì khác ngoài một nghề thủ công, tương tự như làm giày hoặc đúc sắt. Đến thời Leonardo, hội họa đã trở thành một đại diện gần gũi hơn với sự thật so với hội họa thời Hy Lạp cổ đại. Ngược lại, Leonardo da Vinci nói rằng "La Pittura è cosa mentale" (tiếng Ý: La Pittura è cosa mentale). Kant phân biệt giữa Vẻ đẹp và Sự cao cả, theo những thuật ngữ rõ ràng ưu tiên cho cái trước. Mặc dù ông không đề cập cụ thể đến hội họa, nhưng khái niệm này đã được các họa sĩ như J.M.W. Turner và Caspar David Friedrich tiếp thu.

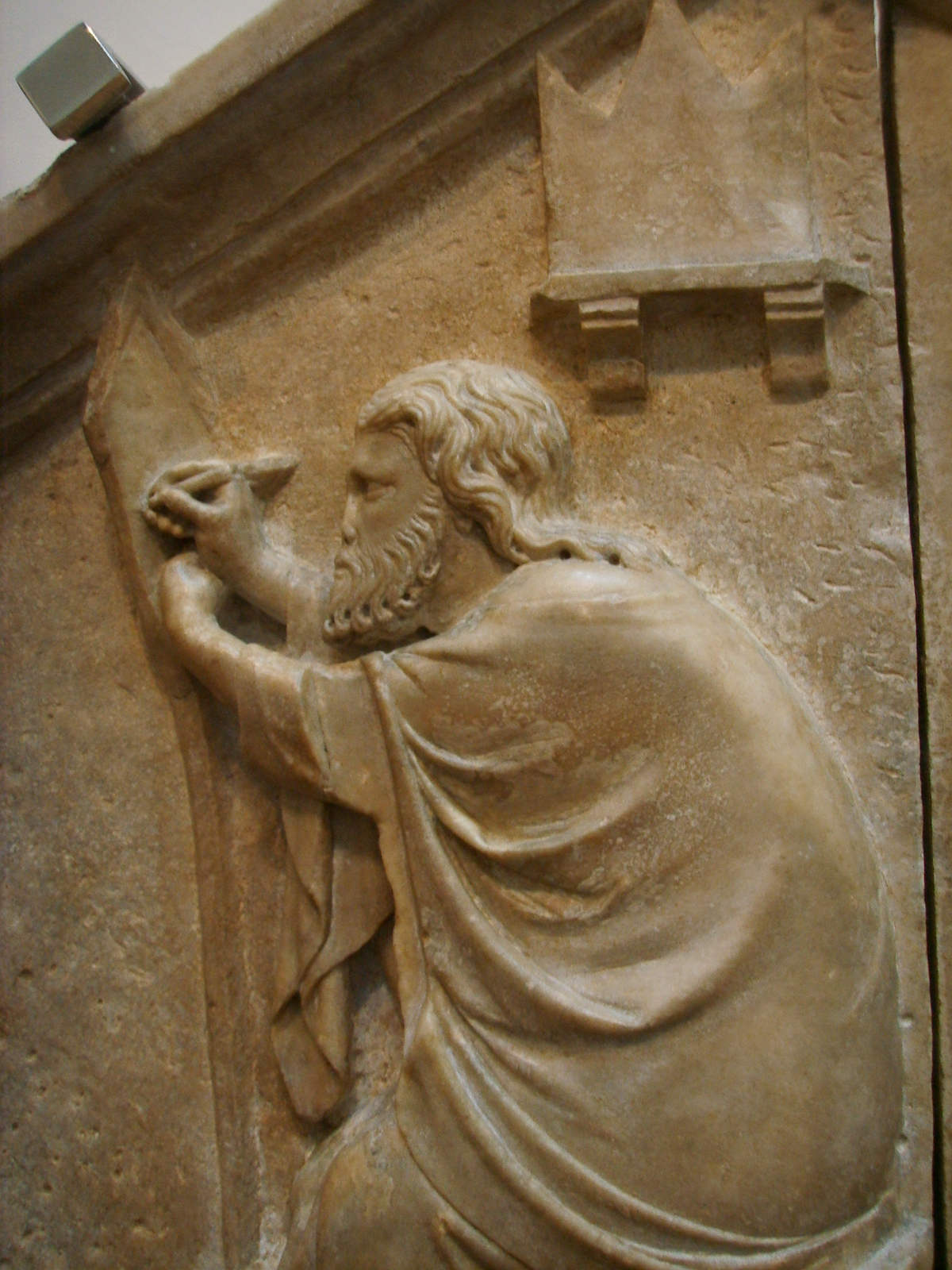
Nino Pisano, Apelles hoặc Nghệ thuật hội họa chi tiết (1334-1336); phù điêu tháp chuông Giotto ở Florence, Ý

Hegel thừa nhận rằng không thể có một khái niệm chung về cái đẹp. Trong bài tiểu luận thẩm mỹ của mình, ông viết rằng hội họa, cùng với thơ ca và âm nhạc, là những loại hình nghệ thuật "lãng mạn". Ông cho rằng các loại hình nghệ thuật này có mục đích biểu tượng và đầy trí tuệ. Các họa sĩ đã viết các tác phẩm lý thuyết về hội họa bao gồm Kandinsky và Paul Klee. Trong bài tiểu luận "Về tính tinh thần trong nghệ thuật" (1911), Kandinsky khẳng định rằng hội họa có giá trị tinh thần và gắn các màu cơ bản với những cảm xúc hoặc khái niệm thiết yếu, như Goethe và các nhà văn khác đã từng làm trước đó.
Biểu tượng học là nghiên cứu nội dung của các bức tranh, không phải phong cách của chúng. Erwin Panofsky và các nhà sử học nghệ thuật khác bắt đầu bằng cách tìm hiểu những gì được miêu tả trong bức tranh, sau đó xem xét ý nghĩa của chúng đối với người xem vào thời điểm đó, và cuối cùng là phân tích ý nghĩa văn hóa, tôn giáo và xã hội rộng lớn hơn của chúng.
Vào năm 1890, họa sĩ Maurice Denis người Paris đã khẳng định nổi tiếng rằng: "Hãy nhớ rằng một bức tranh - trước khi là một con ngựa chiến, một người phụ nữ khỏa thân hoặc một câu chuyện nào đó - về cơ bản là một mặt phẳng được phủ bởi các màu sắc được sắp xếp theo một thứ tự nhất định."  Vì vậy, nhiều phát triển của hội họa thế kỷ 20, chẳng hạn như trường phái Lập thể, là những phản ánh về phương tiện của hội họa hơn là về thế giới bên ngoài - thiên nhiên - vốn từng là chủ đề cốt lõi của nó. Những đóng góp gần đây cho việc suy nghĩ về hội họa đã được đưa ra bởi họa sĩ và nhà văn Julian Bell. Trong cuốn sách "Cái gì là hội họa?", Bell thảo luận về sự phát triển, xuyên suốt lịch sử, của quan niệm rằng hội họa có thể thể hiện cảm xúc và ý tưởng. Trong "Mirror of The World" (Gương của thế giới), Bell viết:
Một tác phẩm nghệ thuật tìm cách thu hút sự chú ý của bạn và giữ nó cố định: lịch sử nghệ thuật thúc giục nó tiến lên, san ủi một con đường cao tốc qua những ngôi nhà của trí tưởng tượng.

## Phương tiện vẽ tranh
Các loại sơn thường được phân loại theo chất kết dính mà bột màu được trộn với chúng. Chất kết dính quyết định các đặc tính làm việc của sơn, chẳng hạn như độ nhớt, độ hòa trộn, độ tan trong nước, thời gian khô, v.v.

### Sáp nóng hoặc sáp ong

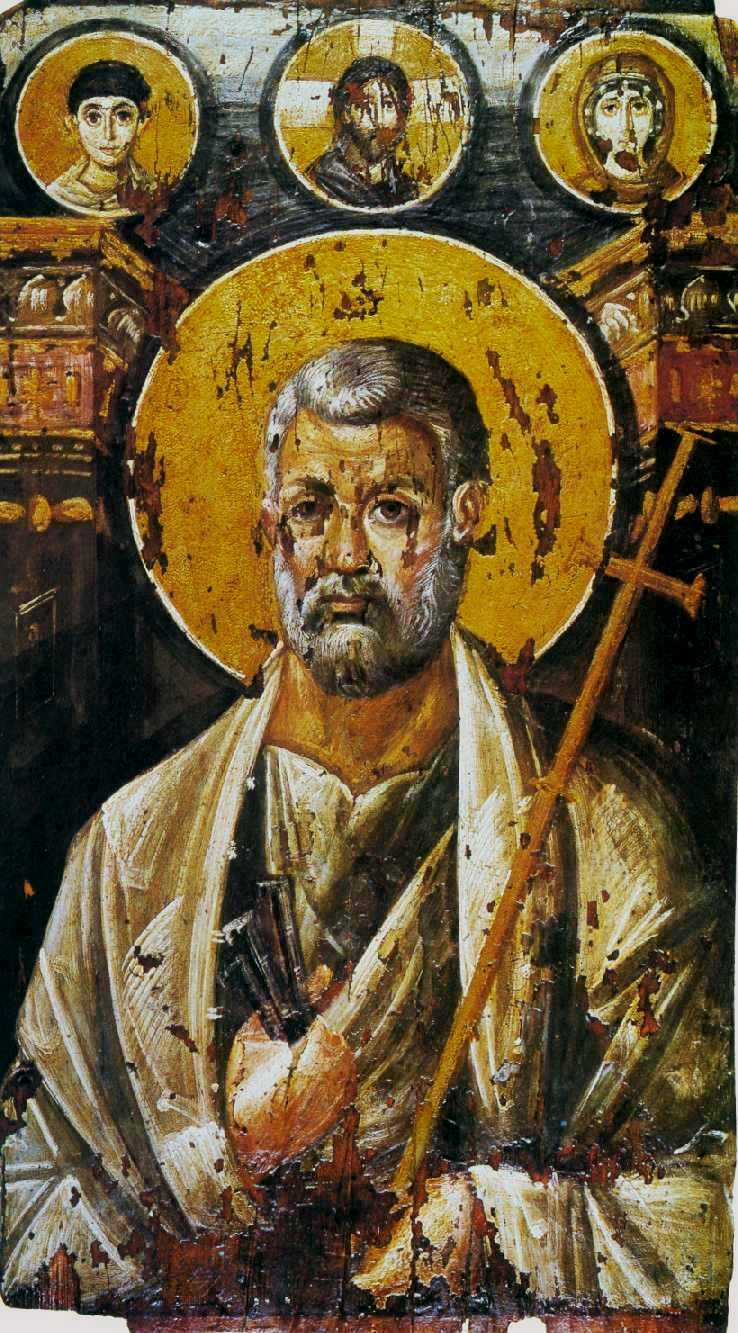
Biểu tượng sáp ong từ Tu viện Saint Catherine, Ai Cập (thế kỷ thứ 6)

Tranh sáp ong là kỹ thuật sử dụng sáp ong nung chảy và bột màu để tạo thành hỗn hợp sáp màu. Chất lỏng/dạng sệt này sau đó được áp dụng cho bề mặt—thường là gỗ đã được chuẩn bị, mặc dù vải bạt và các vật liệu khác thường được sử dụng. Hỗn hợp sáp ong đơn giản nhất có thể được tạo ra bằng cách thêm sắc tố vào sáp ong, nhưng có một số công thức khác có thể được sử dụng—một số loại có chứa các loại sáp khác, nhựa damar, dầu hạt lanh hoặc các thành phần khác. Có thể mua và sử dụng bột màu nguyên chất, mặc dù một số hỗn hợp sử dụng sơn dầu hoặc các dạng sắc tố khác. Các công cụ kim loại và cọ đặc biệt có thể được sử dụng để tạo hình sơn trước khi nguội, hoặc các công cụ kim loại được nung nóng có thể được sử dụng để thao tác sáp sau khi nguội trên bề mặt. Các vật liệu khác có thể được bọc hoặc dán vào bề mặt, hoặc xếp lớp, sử dụng chất liệu sáp ong để gắn nó vào bề mặt.
Kỹ thuật này là kỹ thuật thông thường cho các bức tranh bảng Hy Lạp và La Mã cổ đại, và vẫn được sử dụng trong truyền thống biểu tượng Chính thống giáo phương Đông.

### Màu nước

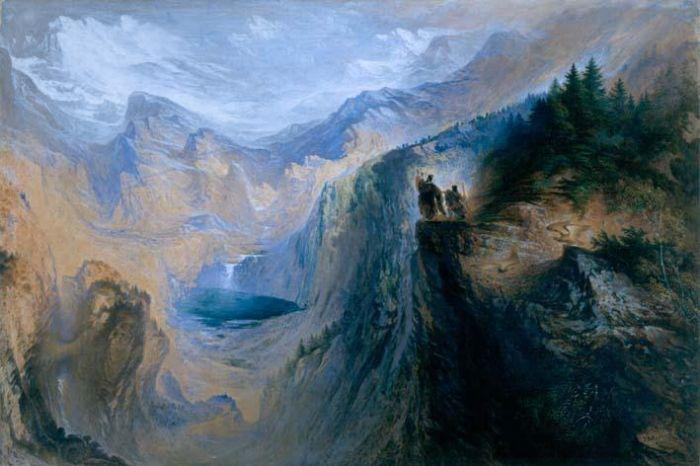
John Martin, Manfred on the Jungfrau (1837), màu nước

Màu nước là một phương pháp vẽ tranh trong đó sơn được làm từ các hạt sắc tố được treo trong chất mang hòa tan trong nước. Chất liệu truyền thống và phổ biến nhất cho tranh màu nước là giấy; các chất liệu hỗ trợ khác bao gồm giấy cói, giấy vỏ cây, nhựa, giấy da, vải, gỗ và vải canvas.
Ở Đông Á, hội họa màu nước bằng mực được gọi là tranh bút lông hoặc tranh cuộn. Trong hội họa Trung Quốc, Hàn Quốc và Nhật Bản, nó là chất liệu chủ đạo, thường là đơn sắc đen hoặc nâu. Ấn Độ, Ethiopia và các quốc gia khác cũng có truyền thống lâu đời. Vẽ tranh bằng ngón tay với sơn màu nước có nguồn gốc từ Trung Quốc.

### Gouache

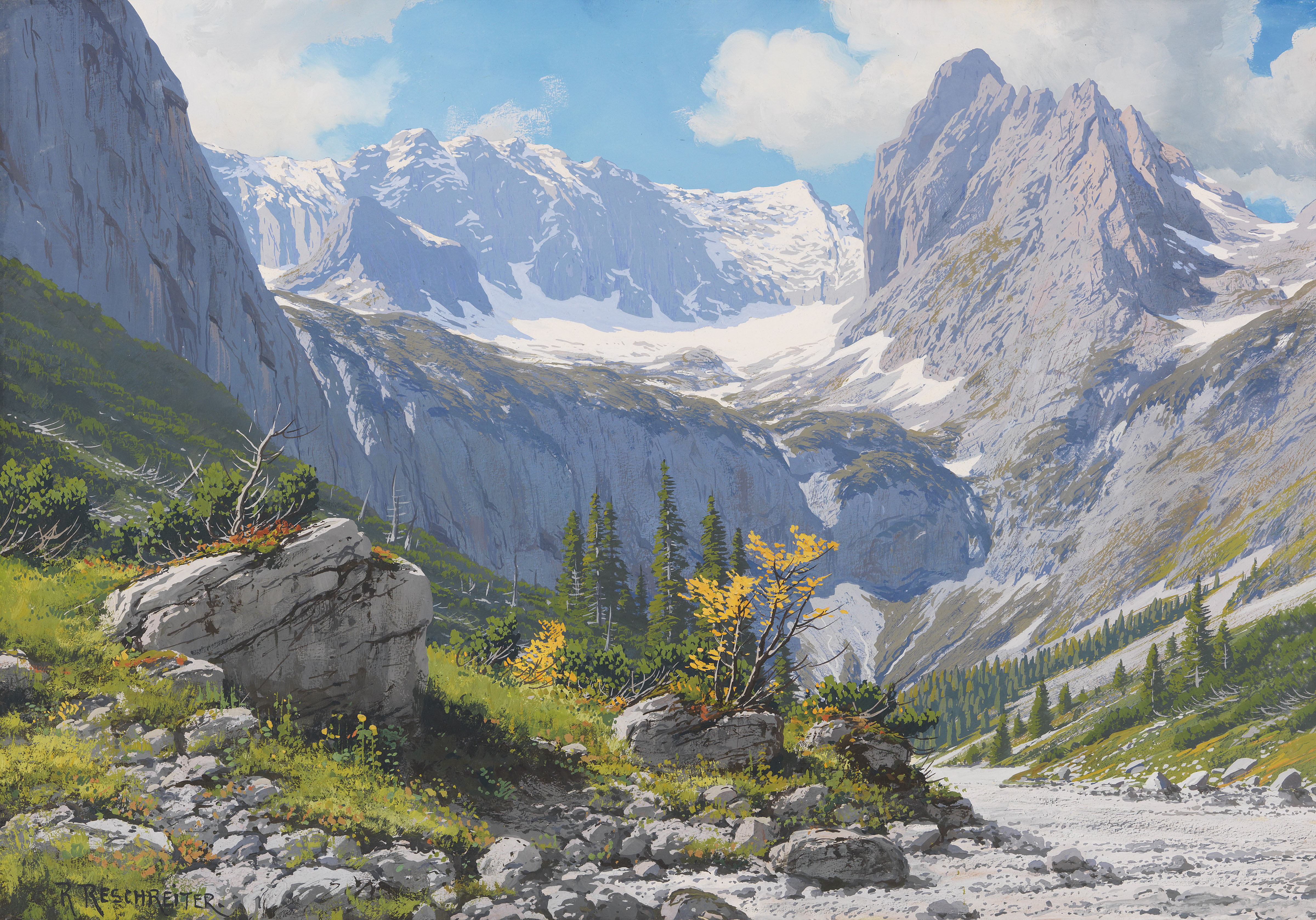
Rudolf Reschreiter, Tầm nhìn từ Höllentalangerhütte đến Höllentalgletscher và Riffelwandspitzen, Gouache (1921)

Gouache là một loại sơn gốc nước bao gồm chất màu và các vật liệu khác được thiết kế để sử dụng trong phương pháp vẽ tranh mờ đục. Gouache khác với màu nước ở chỗ các hạt màu lớn hơn, tỷ lệ chất màu và nước cao hơn nhiều và cũng có thêm một loại bột màu trắng trơ như phấn. Điều này làm cho gouache nặng hơn và đục hơn, với khả năng phản quang cao hơn. Giống như tất cả các loại sơn gốc nước khác, gouache được pha loãng bằng nước.

### Mực

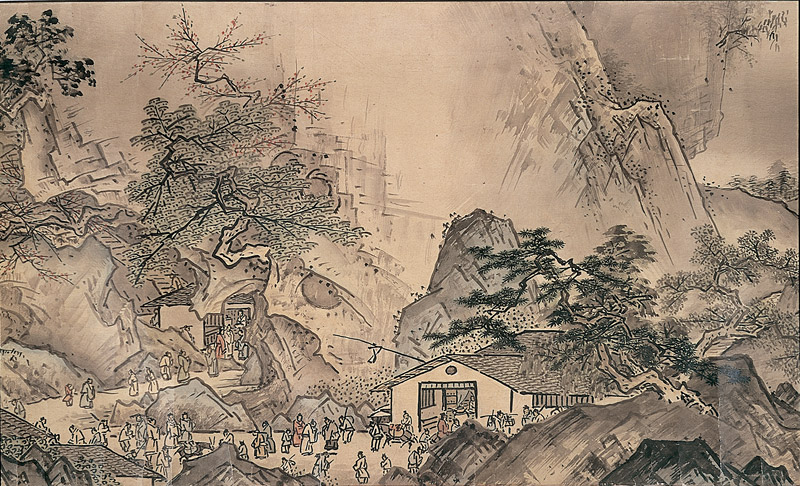
Sesshū Tōyō, Cảnh bốn mùa (1486), mực và màu nhạt trên giấy

Mực là một chất lỏng chứa các sắc tố hoặc thuốc nhuộm và được sử dụng để tô màu cho bề mặt để tạo ra hình ảnh, văn bản hoặc thiết kế. Mực được sử dụng để vẽ bằng bút, cọ hoặc lông vũ. Mực có thể là một chất trung gian phức tạp, bao gồm dung môi, sắc tố, thuốc nhuộm, nhựa, chất bôi trơn, chất hòa tan, chất hoạt động bề mặt, vật chất dạng hạt, chất huỳnh quang và các vật liệu khác. Các thành phần của mực có nhiều mục đích; chất mang, chất tạo màu và các chất phụ gia khác của mực kiểm soát độ chảy và độ dày của mực và vẻ ngoài của nó khi khô.

### Men

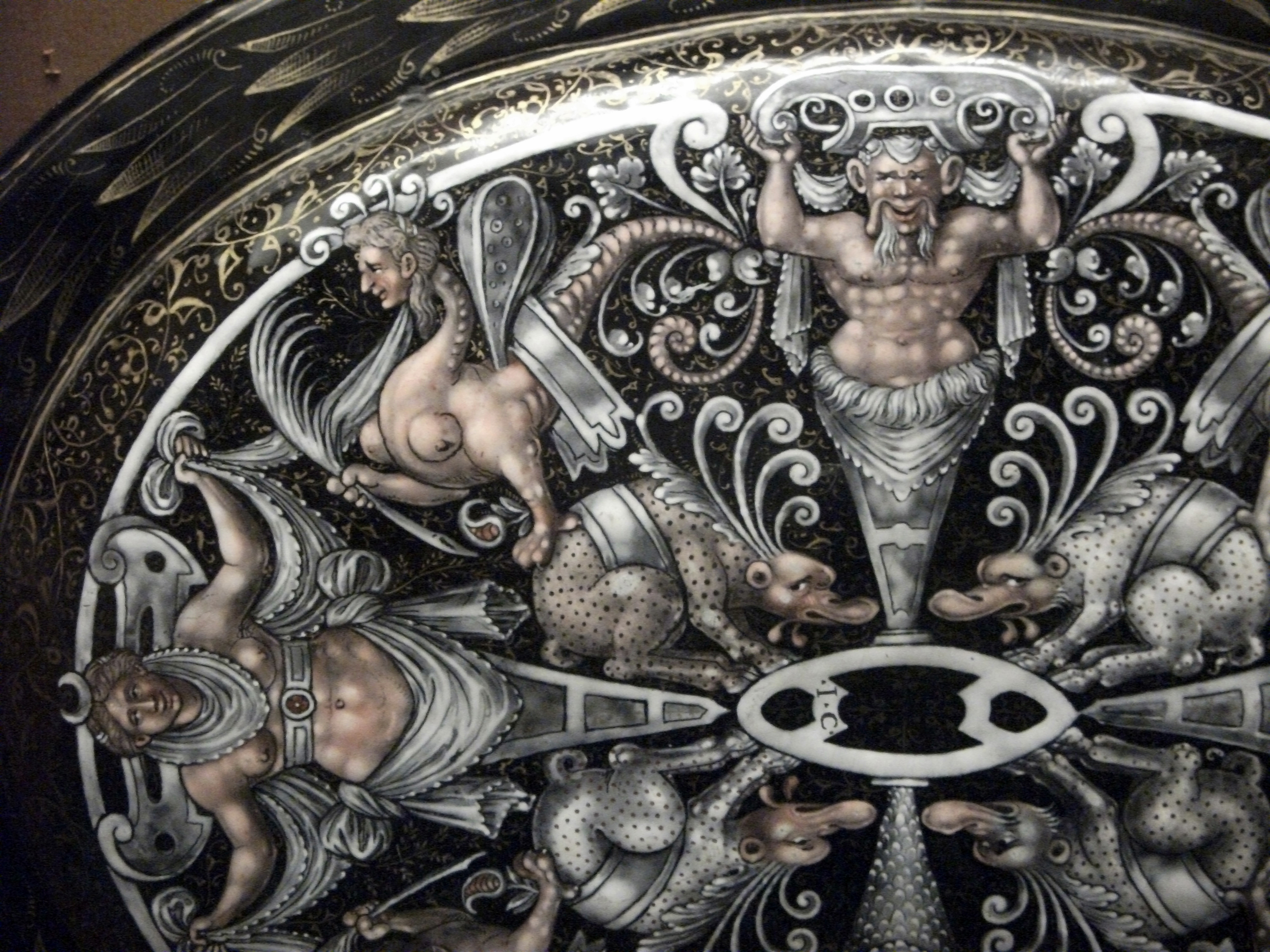
Tranh men Limoges được cho là của Jean de Court, chi tiết đĩa (giữa thế kỷ 16), Waddesdon Bequest, Bảo tàng Anh

Men được tạo ra bằng cách sơn một chất nền, thường là kim loại, bằng bột thủy tinh; các khoáng chất được gọi là oxit màu cung cấp màu sắc. Sau khi nung ở nhiệt độ 750–850 độ Celsius (1380–1560 độ Fahrenheit), kết quả là một lớp phủ thủy tinh và kim loại được kết hợp với nhau. Không giống như hầu hết các kỹ thuật vẽ khác, bề mặt của men có thể được chạm vào và làm ướt. Men có truyền thống được sử dụng để trang trí các vật thể quý giá, nhưng cũng đã được sử dụng cho các mục đích khác. Men Limoges là trung tâm hàng đầu của hội họa men thời Phục hưng, với các cảnh tôn giáo và thần thoại nhỏ trong khung trang trí, trên các tấm bảng hoặc các vật thể như muối hoặc rương. Vào thế kỷ 18, hội họa men đã trở nên thịnh hành ở châu Âu, đặc biệt là một phương tiện để vẽ chân dung thu nhỏ. Vào cuối thế kỷ 20, kỹ thuật men sứ trên kim loại đã được sử dụng như một chất liệu bền để vẽ tranh tường ngoài trời.

### Nhiệt độ

Sandro Botticelli, Sự ra đời của Venus, Tempera (1485–1486)

Màu keo, hay còn gọi là keo trứng, là một loại sơn vĩnh cửu, khô nhanh, gồm bột màu trộn với chất kết dính hòa tan trong nước (thường là chất kết dính như lòng đỏ trứng gà hoặc một số chất khác). Màu keo cũng đề cập đến các bức tranh được thực hiện bằng loại sơn này. Tranh Màu keo rất bền, và các ví dụ từ những thế kỷ đầu tiên sau Công nguyên vẫn còn tồn tại. Màu keo là phương pháp vẽ tranh chính cho đến sau năm 1500, khi nó bị thay thế bởi phát minh của sơn dầu. Một loại sơn thường được gọi là Màu keo (mặc dù nó không phải) bao gồm bột màu và keo dán thường được sử dụng và được một số nhà sản xuất ở Mỹ gọi là sơn poster.

### Bích họa

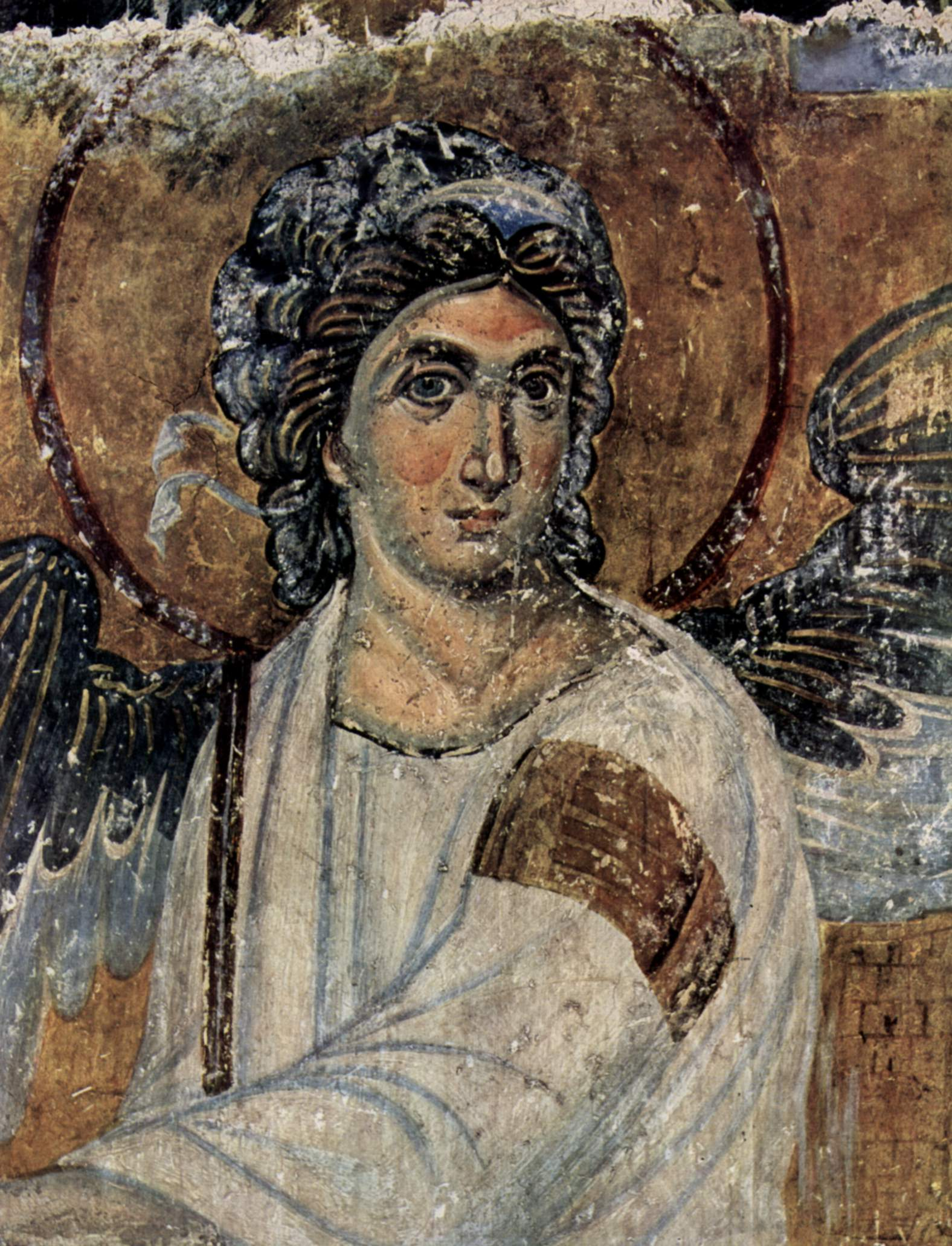
Thiên thần trắng (bức bích họa, khoảng năm 1235), Tu viện Mileševa, Serbia

Bích họa là một loại tranh tường được vẽ trên vữa trát trên tường hoặc trần nhà. Từ "fresco" xuất phát từ tiếng Ý "affresco", có nghĩa là tươi/sống, hàm ý vữa ướt. Bích họa thường được thực hiện vào thời Phục hưng và các thời kỳ trước đó.
Kỹ thuật bích họa (buon fresco) là vẽ bằng bột màu trộn với nước trên một lớp vữa vôi ướt mỏng. Ngược lại, tranh a secco được thực hiện trên vữa khô (secco có nghĩa là khô trong tiếng Ý). Các sắc tố cần có chất kết dính, chẳng hạn như trứng (tempera), keo hoặc dầu để gắn sắc tố vào tường.

### Sơn dầu

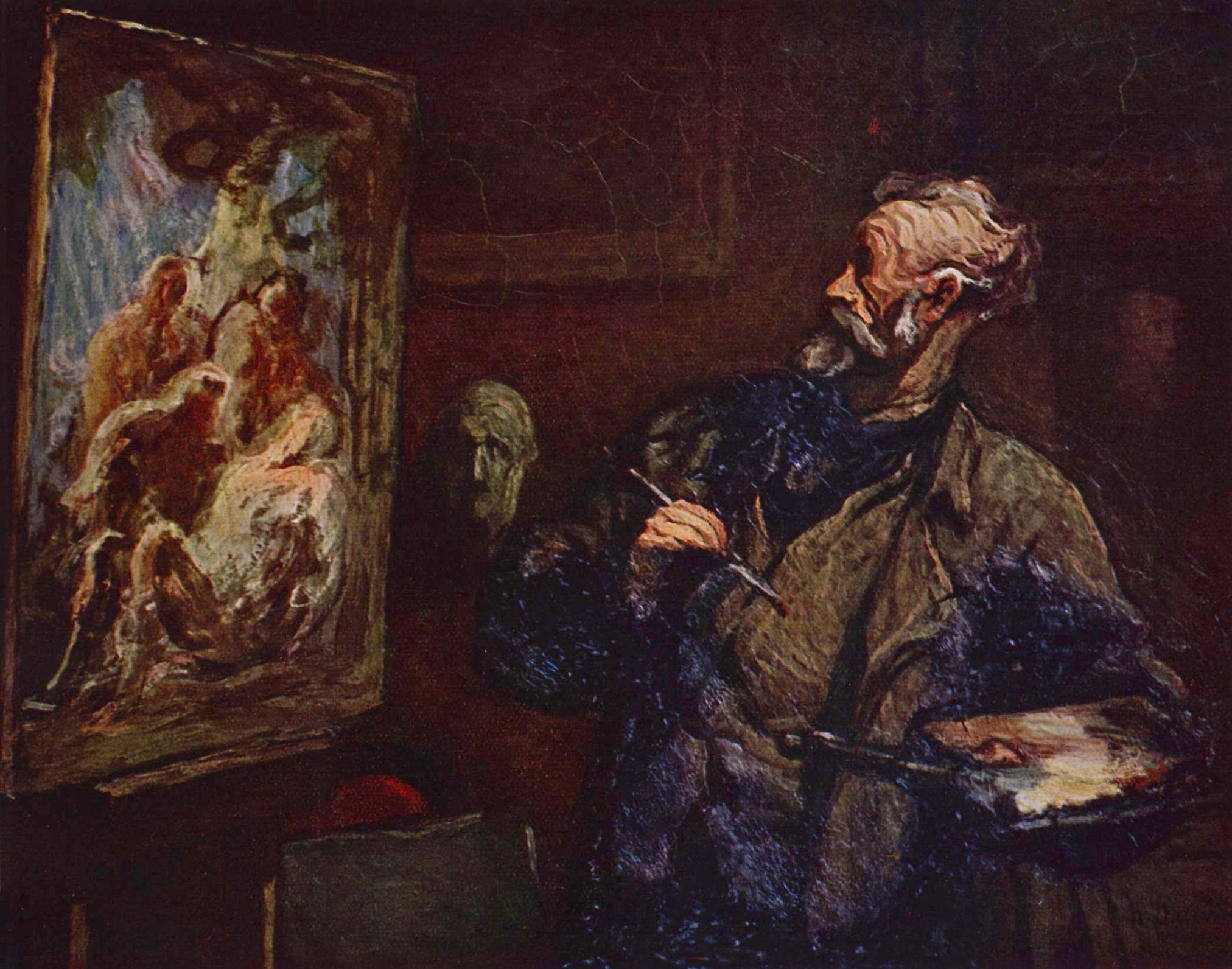
Honoré Daumier, The Painter (1808–1879), sơn dầu trên gỗ với những nét cọ rõ ràng

Sơn dầu là một kỹ thuật vẽ tranh sử dụng các sắc tố được liên kết với dầu khô, chẳng hạn như dầu hạt lanh. Dầu khô là một loại chất béo có nguồn gốc từ thực vật hoặc động vật, khi được trộn với oxi trong không khí sẽ cứng lại.
Sơn dầu được sử dụng rộng rãi ở châu Âu từ đầu thời cận đại, khoảng thế kỷ 14. Kỹ thuật sơn dầu ban đầu được phát triển ở Hà Lan, và sau đó được truyền bá sang các nước khác ở châu Âu.

### Phấn màu

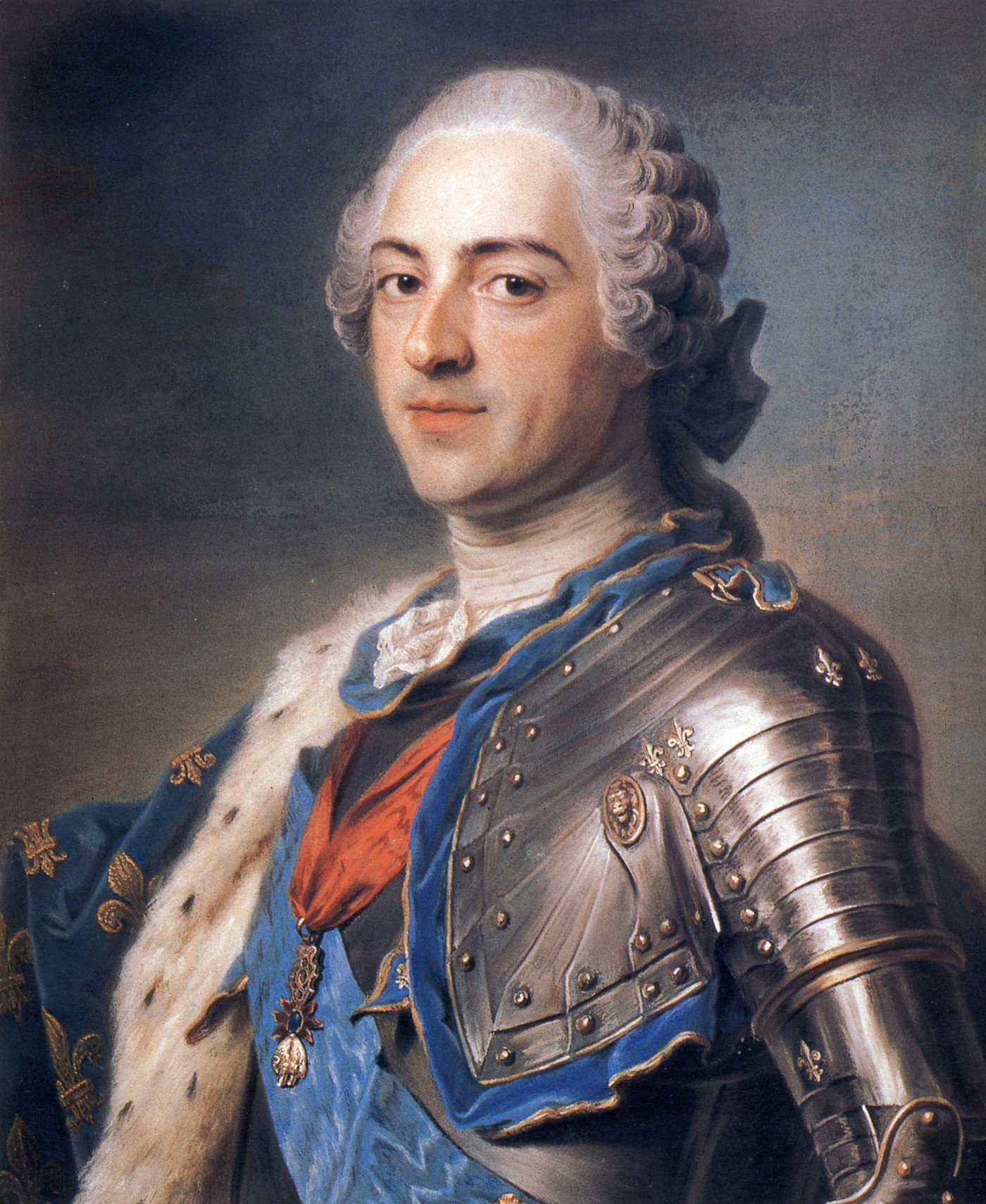
Maurice Quentin de La Tour, Chân dung Louis XV của Pháp (1748), màu phấn

Phấn màu là một loại chất liệu vẽ tranh dạng thỏi, bao gồm bột màu tinh khiết và chất kết dính. Các sắc tố được sử dụng trong phấn màu  giống như các sắc tố được sử dụng để sản xuất tất cả các chất liệu nghệ thuật màu, bao gồm cả sơn dầu; chất kết dính có màu trung tính và độ bão hòa thấp. Hiệu ứng màu sắc của phấn màu gần với các sắc tố khô tự nhiên hơn bất kỳ quy trình nào khác. Bởi vì bề mặt của một bức tranh phấn màu rất dễ vỡ và bị lem, nên việc bảo quản nó cần có các biện pháp bảo vệ như đóng khung dưới kính; nó cũng có thể được xịt một lớp chất cố định. Tuy nhiên, khi được làm bằng các sắc tố vĩnh cửu và được chăm sóc đúng cách, một bức tranh phấn màu có thể tồn tại hàng thế kỷ mà không thay đổi. Phấn màu không dễ bị nứt và đổi màu như các bức tranh được làm bằng chất lỏng, do những thay đổi về màu sắc, độ mờ đục hoặc kích thước của chất lỏng khi nó khô.

### Acrylic

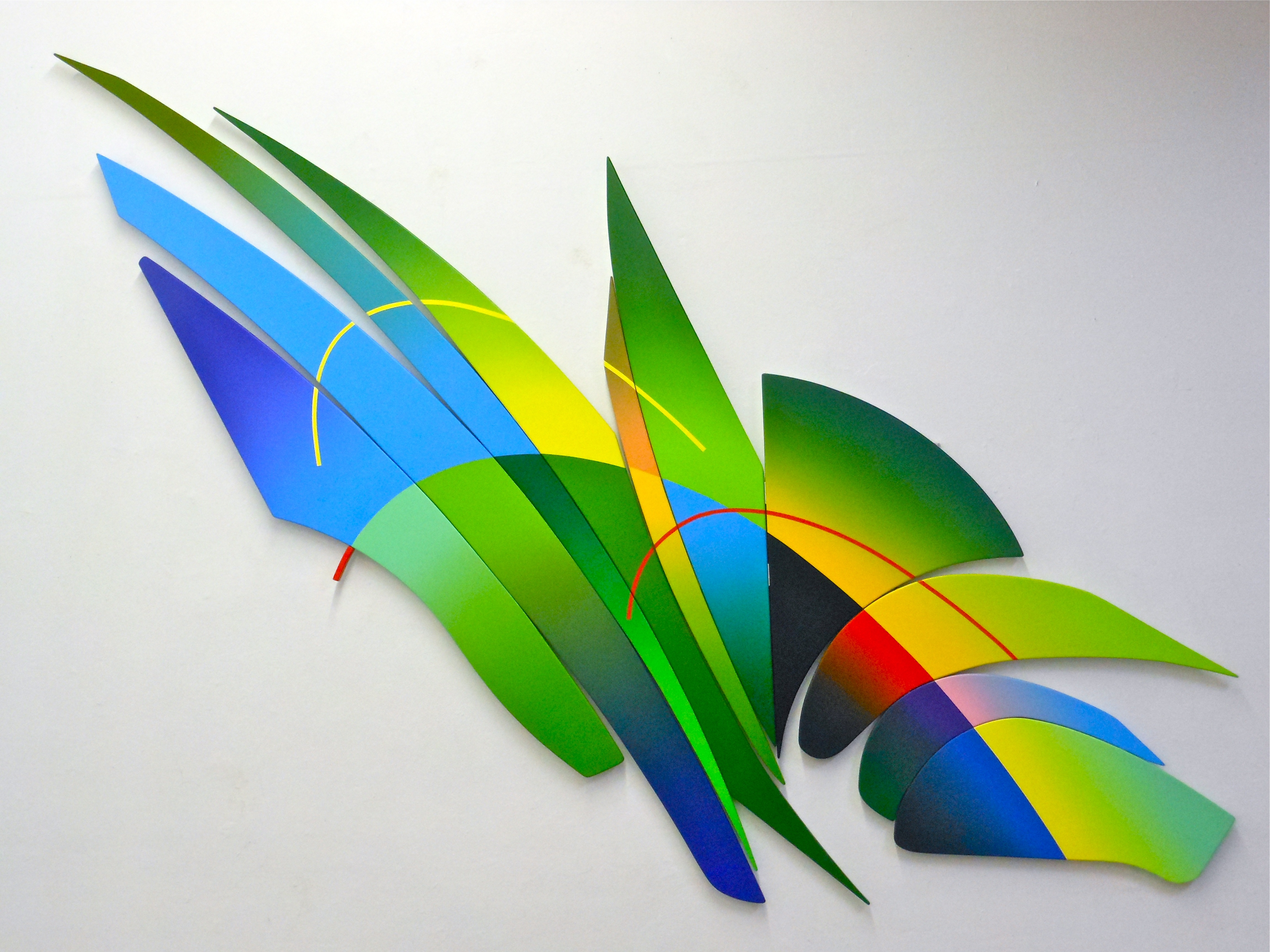
Ray Burggraf, Jungle Arc (1998), sơn acrylic trên gỗ

Acrylic là một loại sơn khô nhanh có chứa sắc tố được huyền phù trong nhũ tương polymer acrylic. Sơn acrylic có thể được pha loãng với nước nhưng trở nên không thấm nước khi khô. Tùy thuộc vào lượng sơn được pha loãng (với nước) hoặc được sửa đổi bằng gel acrylic, chất trung gian hoặc bột nhão, bức tranh acrylic hoàn thiện có thể giống với tranh màu nước hoặc tranh sơn dầu, hoặc có các đặc điểm riêng biệt không thể đạt được với các chất trung gian khác. Sự khác biệt thực tế chính giữa hầu hết các loại sơn acrylic và sơn dầu là thời gian khô vốn có. Sơn dầu cho phép nhiều thời gian hơn để pha trộn màu sắc và áp dụng các lớp men đồng đều lên các lớp sơn bên dưới. Đặc điểm khô chậm của sơn dầu này có thể được coi là một lợi thế cho một số kỹ thuật nhất định nhưng cũng có thể cản trở khả năng làm việc nhanh chóng của họa sĩ.

### Sơn phun
Sơn phun (còn gọi là sơn xịt) là một loại sơn được chứa trong một hộp kín có áp lực và được giải phóng dưới dạng sương mù phun mịn khi nhấn nút van. Sơn phun tạo ra một bề mặt mịn màng, được phủ đều. Các lon kích thước tiêu chuẩn có thể di động, giá rẻ và dễ dàng bảo quản. Sơn lót phun có thể được áp dụng trực tiếp lên kim loại trần và nhiều loại nhựa.
Tốc độ, tính dễ di chuyển và độ bền cũng làm cho sơn phun là một phương tiện graffiti phổ biến. Vào cuối những năm 1970, chữ ký và bức tranh tường của những người viết graffiti đường phố trở nên tinh tế hơn, và một phong cách độc đáo đã phát triển như một yếu tố của phương tiện phun sơn và tốc độ cần thiết cho công việc bất hợp pháp. Ngày nay, nhiều người coi graffiti và nghệ thuật đường phố là một hình thức nghệ thuật độc đáo và sơn phun được sản xuất đặc biệt dành cho nghệ sĩ graffiti. Một stencil bảo vệ bề mặt, ngoại trừ hình dạng cụ thể cần sơn. Stencil có thể được mua dưới dạng chữ cái có thể di chuyển, được đặt hàng dưới dạng logo cắt chuyên nghiệp hoặc cắt tay bởi các nghệ sĩ.

### Sơn dầu hòa tan với nước
Sơn dầu hòa tan với nước (còn được gọi là "hòa tan trong nước" hoặc "hòa trộn với nước") là một loại sơn dầu hiện đại được thiết kế để pha loãng và làm sạch bằng nước thay vì phải sử dụng các hóa chất như terpentin. Nó có thể được trộn và áp dụng bằng cách sử dụng các kỹ thuật tương tự như sơn dầu truyền thống, nhưng khi còn ướt, nó có thể được loại bỏ hiệu quả khỏi cọ, bảng màu và giẻ bằng xà phòng và nước thông thường. Khả năng hòa tan trong nước của nó đến từ việc sử dụng một môi trường dầu trong đó một đầu của phân tử đã được thay đổi để liên kết lỏng lẻo với các phân tử nước, như trong dung dịch.

### Tranh kỹ thuật số
Tranh kỹ thuật số là một phương pháp tạo ra một tác phẩm nghệ thuật (bức tranh) bằng kỹ thuật số hoặc một kỹ thuật để tạo ra nghệ thuật kỹ thuật số trên máy tính. Là một phương pháp tạo ra một tác phẩm nghệ thuật, nó áp dụng các phương tiện hội họa truyền thống như sơn acrylic, sơn dầu, mực, màu nước, v.v. và áp dụng sắc tố lên các chất liệu truyền thống, chẳng hạn như vải canvas dệt, giấy, polyester, v.v. bằng cách sử dụng phần mềm điều khiển robot công nghiệp hoặc thiết bị văn phòng (máy in). Như một kỹ thuật, nó đề cập đến một chương trình phần mềm đồ họa máy tính sử dụng một khung vẽ ảo và hộp vẽ ảo gồm cọ, màu và các dụng cụ khác. Hộp ảo chứa nhiều dụng cụ không tồn tại bên ngoài máy tính, tạo cho tác phẩm nghệ thuật kỹ thuật số có vẻ ngoài và cảm giác khác biệt so với tác phẩm nghệ thuật được tạo ra theo cách truyền thống.

## Phong cách vẽ tranh
Phong cách vẽ tranh được sử dụng theo hai nghĩa: Nó có thể đề cập đến các yếu tố thị giác, kỹ thuật và phương pháp đặc biệt tiêu biểu cho tác phẩm của một nghệ sĩ cá nhân. Nó cũng có thể đề cập đến phong trào hoặc trường phái mà một nghệ sĩ gắn bó. Điều này có thể bắt nguồn từ một nhóm thực tế mà nghệ sĩ đã tham gia một cách có ý thức hoặc nó có thể là một danh mục mà các nhà sử học nghệ thuật đã xếp hạng họa sĩ. Từ 'phong cách' theo nghĩa sau đã không còn được ưa chuộng trong các cuộc thảo luận học thuật về hội họa đương đại, mặc dù nó vẫn tiếp tục được sử dụng trong các ngữ cảnh phổ biến. Các phong trào hoặc phân loại như vậy bao gồm:

### Phương Tây

#### Chủ nghĩa hiện đại
Chủ nghĩa hiện đại (Modernism) là một thuật ngữ mô tả cả một tập hợp các khuynh hướng văn hóa và một loạt các phong trào văn hóa có liên quan, bắt nguồn từ những thay đổi sâu rộng và toàn diện đối với xã hội phương Tây vào cuối thế kỷ 19 và đầu thế kỷ 20. Chủ nghĩa hiện đại là một cuộc nổi dậy chống lại các giá trị bảo thủ của chủ nghĩa hiện thực (realism). Thuật ngữ "Chủ nghĩa hiện đại" bao gồm các hoạt động và sản phẩm của những người cảm thấy các hình thức "truyền thống" của nghệ thuật, kiến trúc, văn học, tín ngưỡng tôn giáo, tổ chức xã hội và đời sống hàng ngày đang trở nên lỗi thời trong điều kiện kinh tế, xã hội và chính trị mới của một thế giới công nghiệp hóa hoàn toàn đang nổi lên. Một đặc điểm nổi bật của Chủ nghĩa hiện đại là sự tự ý thức. Điều này thường dẫn đến các thử nghiệm về hình thức và tác phẩm thu hút sự chú ý đến các quy trình và vật liệu được sử dụng (và xu hướng trừu tượng hóa cao hơn nữa).

#### Chủ nghĩa ấn tượng

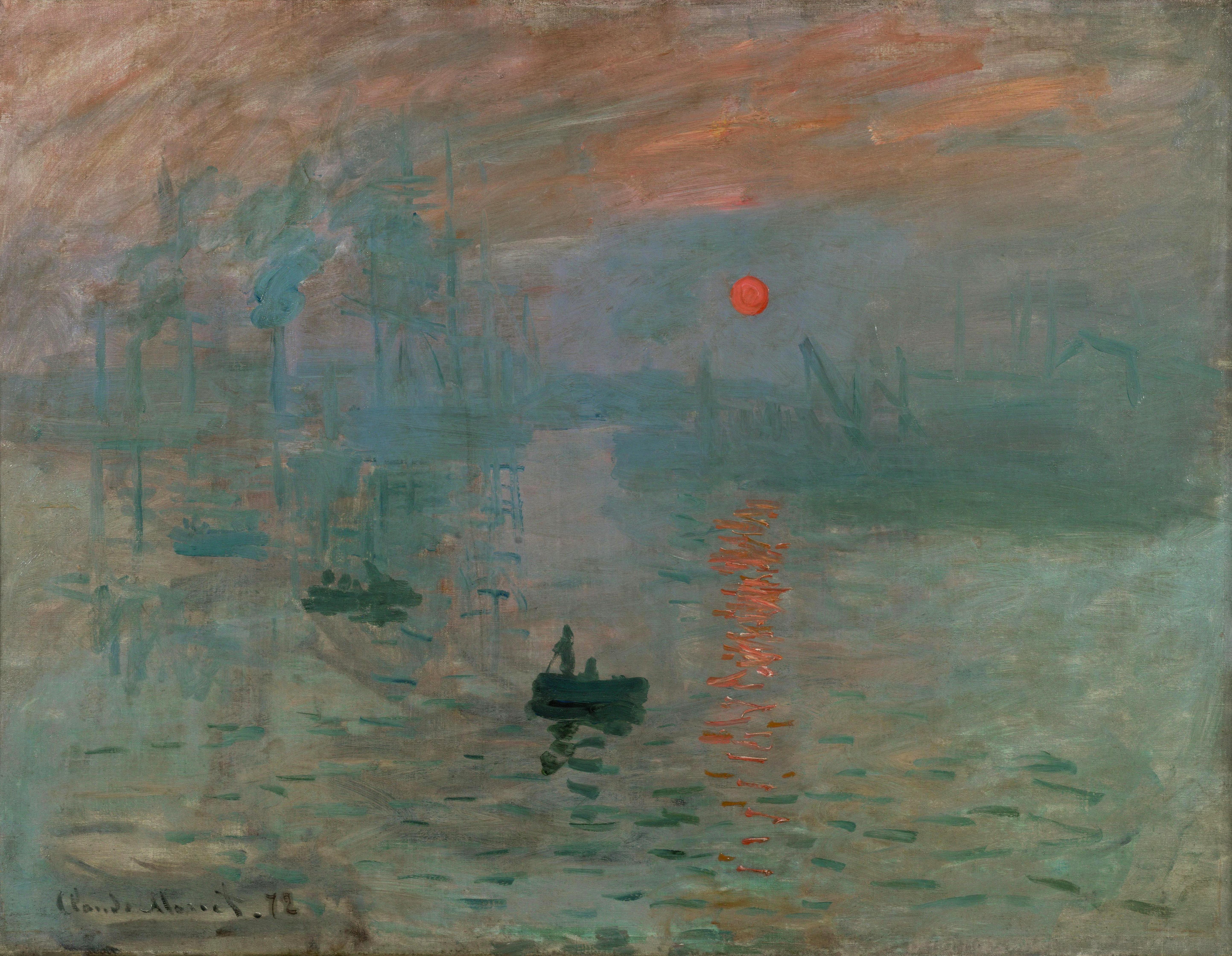
Bức tranh Impression, Sunrise của Claude Monet vẽ năm 1872 đã truyền cảm hứng cho tên của phong trào Impressionism (Hậu Ấn tượng).

Chủ nghĩa hiện đại đầu tiên xuất hiện trong hội họa là trường phái ấn tượng (impressionism), một trường phái hội họa ban đầu tập trung vào các tác phẩm được thực hiện không phải trong studio mà ngoài trời (en plein air). Các bức tranh của trường phái ấn tượng đã chứng minh rằng con người không nhìn thấy vật thể mà thay vào đó nhìn thấy chính ánh sáng. Trường phái này đã thu hút được nhiều người ủng hộ mặc dù có những chia rẽ nội bộ giữa những người thực hành hàng đầu của nó và ngày càng trở nên có ảnh hưởng. Ban đầu bị từ chối khỏi buổi trình diễn thương mại quan trọng nhất thời bấy giờ, Salon Paris do chính phủ tài trợ, những người theo trường phái ấn tượng đã tổ chức các buổi triển lãm nhóm hàng năm tại các địa điểm thương mại trong những năm 1870 và 1880, sắp xếp thời gian để trùng với Salon chính thức. Một sự kiện quan trọng của năm 1863 là Salon des Refusés, do Hoàng đế Napoleon III tạo ra để trưng bày tất cả các bức tranh bị Salon Paris từ chối.

#### Phong cách trừu tượng
Hội họa trừu tượng sử dụng ngôn ngữ thị giác của hình thức, màu sắc và đường nét để tạo ra một bố cục có thể tồn tại với một mức độ độc lập nhất định so với các tài liệu tham khảo trực quan trên thế giới. Chủ nghĩa biểu hiện trừu tượng là một phong trào nghệ thuật hậu Thế chiến II của Mỹ kết hợp cường độ cảm xúc và sự tự phủ nhận của những người theo chủ nghĩa biểu hiện Đức với tính thẩm mỹ chống lại hình tượng của các trường phái trừu tượng châu Âu—như Chủ nghĩa tương lai, Bauhaus và Chủ nghĩa lập thể, và hình ảnh của sự nổi loạn, vô chính phủ, có cá tính cao và, một số cảm thấy, hư vô.
Lối vẽ hành động, đôi khi được gọi là "trừu tượng cử chỉ", là một phong cách hội họa trong đó sơn hoặc màu được nhỏ xuống, vẩy hoặc bôi lên vải một cách tự nhiên, chứ không phải là vẽ một cách cẩn thận. Kết quả nhận được thường nhấn mạnh hành động vật lý của chính nó như là một khía cạnh cốt yếu của tác phẩm hoặc mối quan tâm của các họa sĩ.

#### Nghệ thuật bên lề
Thuật ngữ "nghệ thuật bên lề" được nhà phê bình nghệ thuật Roger Cardinal đặt ra vào năm 1972 như một từ đồng nghĩa tiếng Anh cho art brut (tiếng Pháp: [aʁ bʁyt], "nghệ thuật thô" hoặc "nghệ thuật thô sơ""), một nhãn hiệu do nghệ sĩ người Pháp Jean Dubuffet tạo ra để mô tả nghệ thuật được tạo ra bên ngoài ranh giới của văn hóa chính thức; Dubuffet đặc biệt tập trung vào nghệ thuật của những người bị giam giữ trong trại tâm thần. Nghệ thuật bên lề đã nổi lên như một danh mục tiếp thị nghệ thuật thành công (Hội chợ Nghệ thuật Bên lề hàng năm đã diễn ra ở New York kể từ năm 1992). Thuật ngữ này đôi khi bị áp dụng sai làm nhãn hiệu tiếp thị bắt buộc cho nghệ thuật được tạo ra bởi những người bên ngoài "thế giới nghệ thuật" chính thống, bất kể hoàn cảnh của họ hay nội dung tác phẩm của họ.

#### Chủ nghĩa siêu thực
Chủ nghĩa hiện thực là thể loại hội họa dựa trên việc sử dụng máy ảnh và ảnh chụp để thu thập thông tin và sau đó từ thông tin này, tạo ra một bức tranh trông rất chân thực như một bức ảnh. Thuật ngữ này chủ yếu được áp dụng cho các bức tranh từ phong trào nghệ thuật Hoa Kỳ bắt đầu vào cuối những năm 1960 và đầu những năm 1970. Là một phong trào nghệ thuật chính thức, Chủ nghĩa hiện thực phát triển từ Pop Art và như một sự phản đối Chủ nghĩa biểu hiện trừu tượng.
Chủ nghĩa hiện thực là một thể loại hội họa và điêu khắc giống như một bức ảnh có độ phân giải cao. Chủ nghĩa hiện thực là một trường phái nghệ thuật hoàn chỉnh và có thể được coi là sự phát triển của Chủ nghĩa hiện thực bởi các phương pháp được sử dụng để tạo ra các bức tranh hoặc tác phẩm điêu khắc kết quả. Thuật ngữ này chủ yếu được áp dụng cho một phong trào nghệ thuật độc lập và phong cách nghệ thuật ở Hoa Kỳ và Châu Âu đã phát triển kể từ đầu những năm 2000.
Chủ nghĩa siêu thực là một phong trào văn hóa bắt đầu vào đầu những năm 1920 và nổi tiếng nhất với các tác phẩm nghệ thuật và văn học của những người thuộc Phong trào siêu thực. Các tác phẩm nghệ thuật siêu thực có yếu tố bất ngờ, kỳ lạ, vô thức, sự kết hợp bất ngờ và không theo trình tự; tuy nhiên, nhiều nghệ sĩ và nhà văn siêu thực coi tác phẩm của họ là sự thể hiện của phong trào triết học trước hết, với các tác phẩm là một hiện vật. Lãnh đạo André Breton đã khẳng định rõ ràng rằng Chủ nghĩa siêu thực trên hết là một phong trào cách mạng.
Chủ nghĩa siêu thực phát triển từ các hoạt động Dada của Chiến tranh thế giới thứ nhất và trung tâm quan trọng nhất của phong trào là Paris. Từ những năm 1920 trở đi, phong trào lan rộng khắp toàn cầu, cuối cùng ảnh hưởng đến nghệ thuật thị giác, văn học, điện ảnh và âm nhạc của nhiều quốc gia, cũng như tư tưởng và thực tiễn chính trị, triết học và lý luận xã hội.

### Ấn Độ

#### Tranh thu nhỏ
Tranh thu nhỏ là hình thức vẽ tranh chính ở Ấn Độ trước khi thuộc địa. Những bức tranh này được vẽ trên một loại giấy đặc biệt (gọi là wasli) sử dụng màu khoáng và màu tự nhiên. Tranh thu nhỏ không phải là một phong cách mà là một nhóm gồm nhiều phong cách của các trường phái hội họa như Mughal, Pahari, Rajasthani, Company style,...

Tranh thu nhỏ Mughal là một phong cách vẽ tranh đặc biệt của Nam Á, đặc biệt là Bắc Ấn (nói chính xác hơn là Ấn Độ và Pakistan ngày nay), được giới hạn trong tranh thu nhỏ dưới dạng minh họa sách hoặc các tác phẩm đơn lẻ để giữ trong album (muraqqa). Nó xuất hiện từ tranh thu nhỏ Ba Tư (chính nó có phần nguồn gốc Trung Quốc) và phát triển trong triều đình của Đế chế Mughal từ thế kỷ 16 đến thế kỷ 18. Tranh Mughal ngay lập tức quan tâm nhiều hơn đến bức chân dung chân thực so với tranh thu nhỏ Ba Tư thông thường. Động vật và thực vật là chủ đề chính của nhiều bức tranh thu nhỏ cho album và được mô tả chân thực hơn.

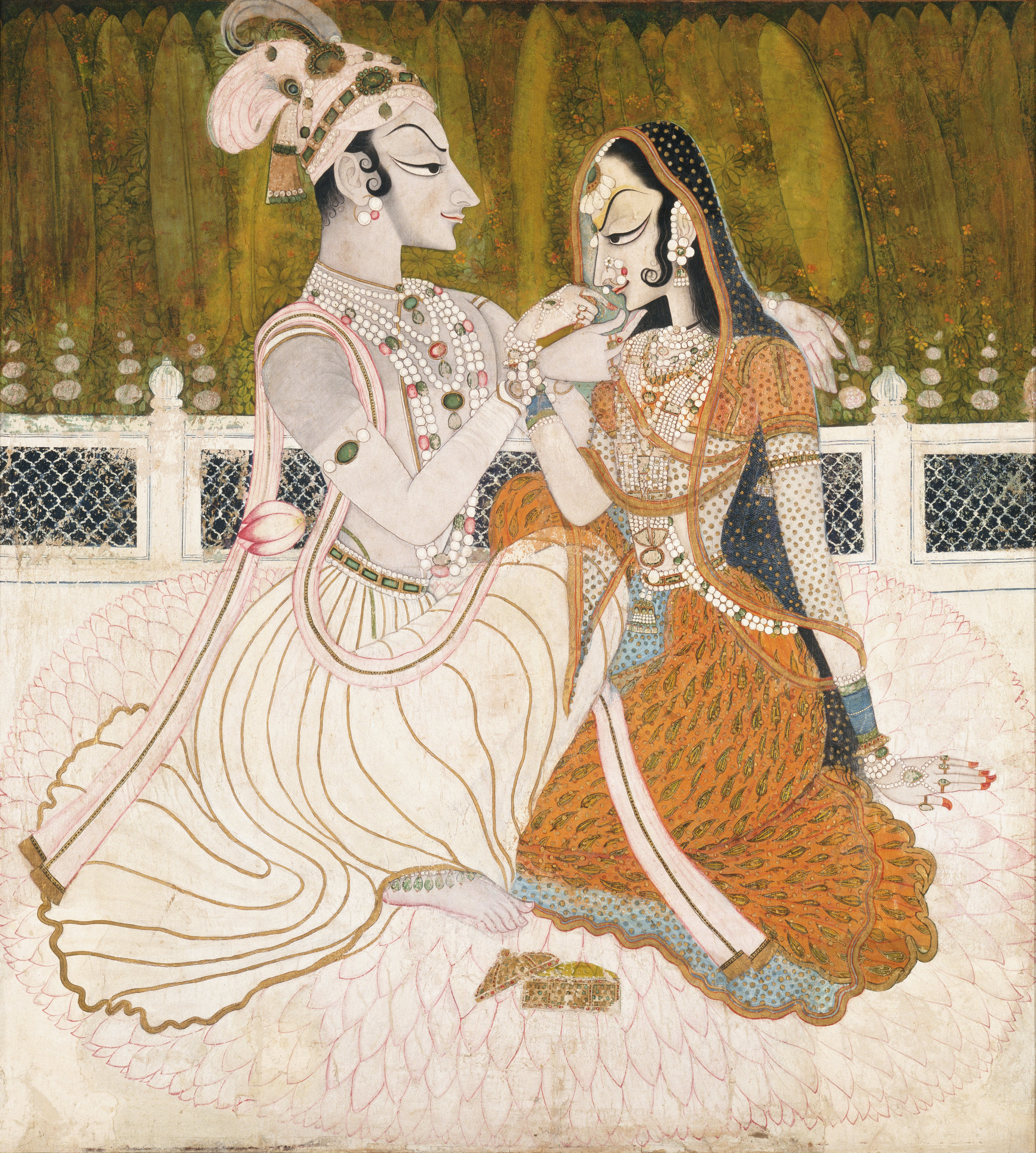
Krishna và Radha, có thể là tác phẩm của Nihâl Chand, bậc thầy của trường phái hội họa Rajput Kishangarh

Tranh Rajasthani phát triển và nở rộ trong các triều đình Rajputana ở miền bắc Ấn Độ, chủ yếu trong thế kỷ 17. Các nghệ sĩ được đào tạo theo truyền thống của bức tranh thu nhỏ Mughal đã được phân tán khỏi triều đình Mughal hoàng gia, và phát triển các phong cách cũng dựa trên truyền thống hội họa địa phương, đặc biệt là những bức tranh minh họa cho sử thi Sanskrit, Mahabharata và Ramayana. Các chủ đề rất đa dạng, nhưng chân dung của gia đình cầm quyền, thường tham gia vào các hoạt động săn bắn hoặc hoạt động hàng ngày của họ, thường được ưa chuộng, cũng như các cảnh kể chuyện từ sử thi hoặc thần thoại Hindu, cũng như một số cảnh thể loại phong cảnh và con người.

Punjab Hills hay tranh Pahari, trong đó Kangra, Guller, Basholi là những phong cách phụ chính. Tranh Kangra là nghệ thuật hội họa của Kangra, được đặt theo tên của Kangra, bang Himachal Pradesh, một cựu bang từng bảo trợ nghệ thuật này. Nó trở nên phổ biến với sự suy tàn của trường phái hội họa Basohli vào giữa thế kỷ 18. Chủ đề trung tâm của tranh Kangra là Shringar (tình cảm luyến ái). Các chủ đề được thể hiện trong tranh Kangra phản ánh thị hiếu và nét đặc trưng của lối sống xã hội thời bấy giờ. Các nghệ sĩ đã lấy cảm hứng từ thơ tình của Jayadeva và Keshav Das, những người đã viết say đắm về tình yêu của Radha và Krishna, với Bhakti là động lực chủ đạo. 

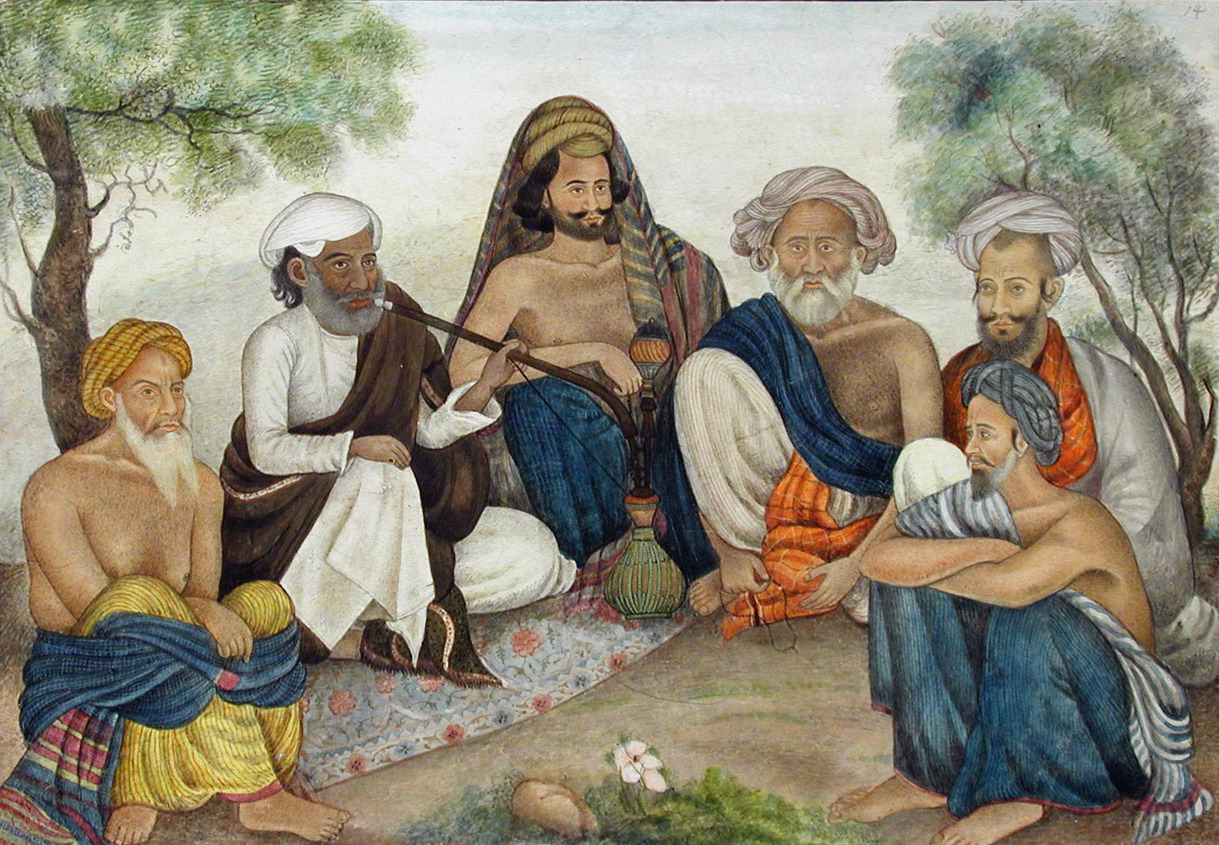
Khan Bahadur Khan với những người trong gia tộc, khoảng năm 1815, từ Album Fraser

Phong cách Company là thuật ngữ dùng để chỉ một phong cách hội họa Indo-Âu lai được tạo ra ở Ấn Độ bởi các nghệ sĩ Ấn Độ, nhiều người trong số họ làm việc cho những người bảo trợ châu Âu thuộc Công ty Đông Ấn Độ thuộc Anh hoặc các công ty nước ngoài khác vào thế kỷ 18 và 19. Ba phong cách hội họa Company riêng biệt đã xuất hiện ở ba trung tâm quyền lực của Anh - Delhi, Calcutta và Madras. Chủ đề của tranh Company được tạo ra cho những người bảo trợ phương Tây thường mang tính tài liệu hơn là giàu trí tưởng tượng, và do đó, các nghệ sĩ Ấn Độ được yêu cầu áp dụng cách tiếp cận vẽ tranh tự nhiên hơn so với truyền thống thông thường.
Phong cách Sikh và phong cách Deccan là hai phong cách hội họa thu nhỏ nổi bật khác của Ấn Độ.

#### Tranh Pichwai
Tranh Pichwai là những bức tranh vẽ trên vải và thường mô tả những câu chuyện về cuộc đời của Chúa Krishna. Những bức tranh này được làm với kích thước lớn và thường được sử dụng làm phông nền cho thần tượng chính trong đền thờ hoặc nhà ở. Tranh Pichwai được thực hiện và vẫn được thực hiện chủ yếu ở Rajasthan, Ấn Độ. Tuy nhiên, rất ít bức tranh được thực hiện ở khu vực Deccan, nhưng những bức tranh này cực kỳ hiếm.

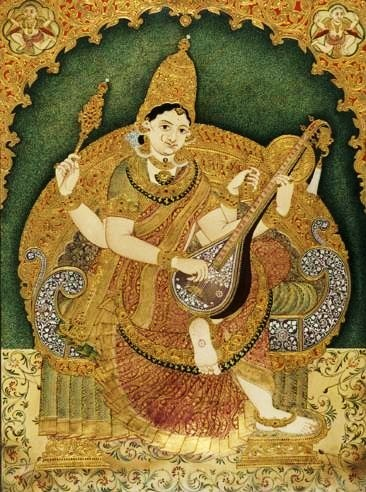
Bức tranh vẽ nữ thần Saraswati của Mysore thế kỷ 19

#### Nghệ thuật dân gian và bộ lạc
Pattachitra là một thuật ngữ chung cho loại tranh vẽ trên vải truyền thống, có nguồn gốc từ các bang Odisha và Tây Bengal ở miền đông Ấn Độ. Truyền thống vẽ tranh Pattachitra gắn liền chặt chẽ với việc thờ cúng thần Jagannath ở Odisha. Chủ đề của tranh Pattachitra chỉ giới hạn trong các chủ đề tôn giáo. Nghệ thuật Pattachitra được biết đến với các chi tiết phức tạp cũng như các câu chuyện thần thoại và dân gian được khắc họa trong đó. Tất cả các màu sắc được sử dụng trong tranh đều là màu tự nhiên và tranh được vẽ hoàn toàn theo cách truyền thống cũ bởi Chitrakaras, tức là họa sĩ Odiya. Phong cách vẽ Pattachitra là một trong những hình thức nghệ thuật lâu đời nhất và phổ biến nhất của Odisha. Patachitras là một phần của nghệ thuật kể chuyện cổ xưa của Bengal, ban đầu dùng làm thiết bị trực quan trong khi biểu diễn một bài hát.
Nghệ thuật Madhubani là một phong cách hội họa Ấn Độ, được thực hành ở khu vực Mithila của Ấn Độ và Nepal. Phong cách này được đặc trưng bởi các họa tiết hình học phức tạp, những bức tranh này nổi tiếng với việc thể hiện nội dung nghi lễ được sử dụng cho các dịp đặc biệt như lễ hội, nghi lễ tôn giáo, v.v..

#### Trường phái Bengal
Trường phái Bengal là một phong trào nghệ thuật và phong cách hội họa Ấn Độ bắt nguồn từ Bengal, chủ yếu là Kolkata và Shantiniketan, và phát triển mạnh mẽ trên khắp tiểu lục địa Ấn Độ trong thời kỳ Raj thuộc Anh vào đầu thế kỷ 20. Trường phái Bengal nổi lên như một phong trào tiên phong và dân tộc chủ nghĩa chống lại các phong cách nghệ thuật hàn lâm trước đây được quảng bá ở Ấn Độ, cả bởi các nghệ sĩ Ấn Độ như Raja Ravi Varma và trong các trường nghệ thuật của Anh. Trường phái này muốn thiết lập một phong cách Ấn Độ riêng biệt để tôn vinh di sản văn hóa bản địa. Trong nỗ lực bác bỏ thẩm mỹ thuộc địa, Abanindranath Tagore cũng hướng sang Trung Quốc và Nhật Bản với ý định thúc đẩy một thẩm mỹ toàn châu Á và kết hợp các yếu tố từ nghệ thuật Viễn Đông, chẳng hạn như kỹ thuật rửa của Nhật Bản.

#### Khác
Tranh Mysore là một hình thức quan trọng của hội họa cổ điển Nam Ấn Độ có nguồn gốc từ thị trấn Mysore ở Karnataka và được khuyến khích và nuôi dưỡng bởi các nhà cai trị Mysore. Tranh Mysore nổi tiếng với sự thanh lịch, màu sắc trầm lắng và chú ý đến từng chi tiết. Chủ đề cho hầu hết các bức tranh này là các vị thần và nữ thần Hindu và các cảnh trong thần thoại Hindu.